# Герб Смоленска
Герб Смоленска — официальный геральдический символ города Смоленска Смоленской области России. На серебряном щите изображена птица Гамаюн на чёрной пушке с золотым лафетом. Герб имеет ряд почётных украшений, отображающих историю города.
В XV—XVII веках, когда за Смоленск велась борьба между Русским государством и Великим княжеством Литовским, а затем Речью Посполитой, существовали смоленские гербы с другой композицией. Первый собственно городской герб был утверждён в 1611 году во время пребывания Смоленска в составе Речи Посполитой — архангел Михаил, попирающий змея.
Происхождение современного герба достоверно неизвестно. Впервые он зафиксирован в 1664 году, и с тех пор неизменно использовался в качестве городского, земельного и титульного герба. Геральдическая доработка герба производилась в 1727 году Ф. М. Санти, в 1780 году А. А. Волковым, в 1857 году Б. В. Кёне (проект) и в 2001 году Г. В. Ражнёвым (действующая версия).
Композиция смоленского герба использовалась в гербе Смоленской губернии, гербах большинства её городов и гербах смоленских дворянских фамилий. Ныне она присутствует на флаге Смоленска, гербе Смоленской области и на гербах и флагах ряда муниципальных образований, связанных географически или исторически со Смоленском или смолянами.

## Описание
Описание герба города-героя Смоленска: 

На фоне золотой пятиконечной звезды расположен серебряный щит, в котором на чёрной пушке с золотым лафетом находится птица Гамаюн. Он увенчан шапкой Мономаха. По сторонам щита расположены два стоящих прямо червленых знамени, соединённые Георгиевской лентой. На знамёнах — вензель императора Александра 1, украшенный императорской короной и цепью ордена Св. Андрея Первозванного. Под щитом — ленты орденов Ленина и Отечественной войны 1-й степени, переплетённые серебряной (белой) лентой с девизом «ВОССЛАВЛЕН КРЕПОСТЬЮ».— Решение Смоленского городского Совета от 27.04.2001 № 111 «О гербе города-героя Смоленска»
 В свидетельстве о внесении герба в Матрикул Русской геральдической коллегии цвет пушки назван диамантовым, также указано, что девиз написан диамантовыми литерами на серебряной ленте.
Данный вариант является полной версией герба, кроме этого, возможны сокращённая (без части деталей) и малая (один щит) версии. Эталоном герба является его текстовое описание (блазон), а не рисунок, что при строгом соблюдении расположения гербовых элементов и фигур позволяет создавать равнозначные с точки зрения закона художественные интерпретации герба.

## Символика
Пушка на гербе Смоленска трактуется как напоминание о богатой военной истории города, его приграничном положении и сильном вооружении:276.
Райская птица Гамаюн трактуется как символ счастья и стремления к нему; богатства, благополучия и величия; мира и возрождения после войн; стремления к высшим идеалам; «драгоценных опыта и культуры народа, позволяющих безбоязненно смотреть в будущее, предвидеть его», она предупреждает об опасности; её символика — это «и защита, и покровительство, и возрождение», «аллегория единства человеческого разума, сил природы и стихии». В некоторых геральдических источниках Гамаюн необоснованно смешивается с возрождающимся из огня Фениксом — символом вечного возрождения и обновления.
Серебряный (белый) цвет щита трактуется как издавна символизирующий западные русские земли; кроме того, белый — высший цвет христианства, воинской доблести, символ мира, чистоты устремлений, добрососедства и счастья.
Шапка Мономаха указывает на то, что Смоленск был столицей великого княжества, а также напоминает о княжении в городе Владимира Мономаха. Украшенные вензелями Александра I и императорской короной червленые знамёна увековечивают подвиг жителей города в Отечественной войне 1812 года. Георгиевская лента указывает, что Смоленск является отличившимся в боях городом-крепостью. Золотая пятиконечная звезда указывает на то, что Смоленск имеет звание города-героя. О наградах города говорят ленты орденов Ленина и Отечественной войны I степени.
Девиз указывает как на крепость морального духа смоленских воинов, так и на крепостную стену Смоленска. Завитки ленты, на которой начертан девиз, символизируют верность традициям.

## Ранние смоленские символы
Для понимания истории герба Смоленска следует озвучить основные моменты в истории этого города, повлиявшие на его символику. Город впервые упоминается в 862 году. С 1127 года он был центром Смоленского княжества. В 1404 году завершился процесс присоединения Смоленска к Великому княжеству Литовскому. В 1514 году он отошёл к Великому княжеству Московскому. В 1611 году Смоленск был присоединён к Речи Посполитой. Под её властью он оставался до 1654 года, когда окончательно отошёл к Российскому царству. Во времена Российской империи город был центром Смоленской губернии, а в советское время и в современной России является центром Смоленской области.

### Древние печати

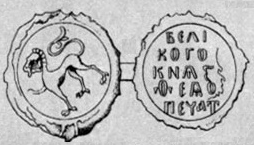
«Великого князя Федора печать». XIII век

Определённую связь с городскими гербами имеют княжеские печати. На печатях смоленских князей чаще изображались святые, соответствующие их христианскому имени: у Вячеслава Ярославича (1054—1057) — святой Меркурий Кесарийский:рис. 1, у Ростислава Мстиславича (1127—1167) — святой Михаил и святой Феодор (по отцу), у Владимира Рюриковича (1214—1219) — святые Димитрий Солунский и Василий Кесарийский (по имени отца), у Мстислава Давыдовича (1219—1230) — святой Феодор:109—110:142, у Ростислава Мстиславича (1230—1232) — святые Борис и Глеб:142, у Глеба Ростиславича (1270—1277) — святой Глеб, у Александра Глебовича (1297—1313) — святой Александр:221.
Также известна печать с изображением зверя (льва) влево и надписью «Великого князя Федора печать» на обороте:109:23:221. По мнению А. Б. Лакиера, форма льва с расправленными когтями, положение его хвоста, пригнутого к спине, заставляет подозревать иностранное происхождение этой эмблемы. Лакиер приписывал её Мстиславу Давыдовичу, в крещении Фёдору (1219—1230):109, ныне она атрибутируется как печать Фёдора Ростиславича (1279—1297):221.

### Гербы Фёдора Смоленского
В списках «Хроники Констанцского собора» Ульриха фон Рихенталя приведены два герба «герцога Фёдора Смоленского в Червонной Руси» («der Hertzog Fedur von Schmolentzgi in Roten Rüssen»), прибывшего на Констанцский собор 1414—1418 годов в составе делегации во главе с киевским митрополитом Григорием Цамблаком. Принято считать, что имеется в виду сын смоленского князя Юрия Святославича, бежавший вместе с отцом в Москву после присоединения Смоленска к Великому княжеству Литовскому в 1404 году и в 1406—1412 годах служивший в Новгороде:173. Впоследствии он «отъеха в Немци», откуда и мог попасть на собор. Данную версию подтверждает надпись в аугсбургском издании «Хроники» 1536 года.
Во второй рукописной редакции хроники (так называемая «Констанцская рукопись хроники») 1464 года оба герба приведены рядом. Первый герб — щит пересечён, в золото синий идущий лев, в синем поле — золотой идущий лев. В первом печатном издании хроники 1483 года остался только этот герб, над ним чёткая подпись: «von dem Durchleuchtige Fursten / Herzog Fodur von Schmolenzgen in Roten Reussen». Данный герб остаётся малоосвещённым в русскоязычной геральдической литературе. Князю Фёдору Юрьевичу также приписывается найденная в Торжке печать с изображением зверя влево:173.
- Первый рисунок из рукописи «Хроники Констанцского собора[чеш.]» 1464 года[24][25]
- Рисунок из печатного издания «Хроники Констанцского собора» 1483 года[24]
- Рисунок из более позднего печатного издания «Хроники Констанцского собора»[24]
- Второй рисунок из рукописи «Хроники Констанцского собора» 1464 года[24][25]
- Рисунок из «Польского гербовника» Марка Амброзиуса 1570 года[26]
- Современный рисунок[5][6][27]

Второй герб в «Хронике» — щит четверочастный, в первой и четвёртой четвертях золотой прямой крест на красном, во второй и третьей четвертях в лазуревом поле белый орёл, сидящий на отрубленной задней половине жёлтого льва; надпись над вторым гербом не вполне разборчива: «der Hertzog von Wissen Rüssen». Такой же герб был напечатан как герб Смоленской земли в «Польском гербовнике» Марка Амброзиуса 1570 года (когда Смоленск находился уже в составе Русского царства). В современной литературе, не приводя первоисточника, утверждается, что кресты на этом гербе имеют белый цвет. На основании последнего В. С. Драчук предполагает, что белые кресты на красном поле — это символ религиозного Ордена Святого Иоанна Иерусалимского, членом которого якобы мог стать Фёдор Смоленский во время жизни за границей.

### Ранние гербы
В хранящемся в Брюсселе гербовнике «Armorial Lyncenich» 1430-х годов и в гербовнике «Codex Bergshammar» XV века приведён герб Смоленской земли, на котором изображён идущий медведь.

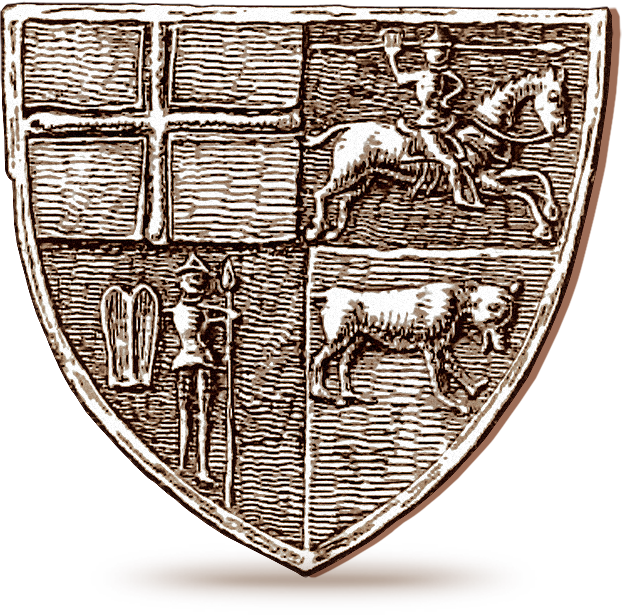
Герб Смоленской земли с печати Великого князя Литовского Витовтa. 1404 год
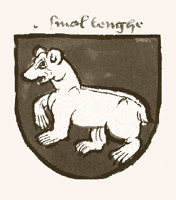
Герб Смоленской земли из гербовника «Armorial Gymnich (Lyncenich)» 1430-х годов
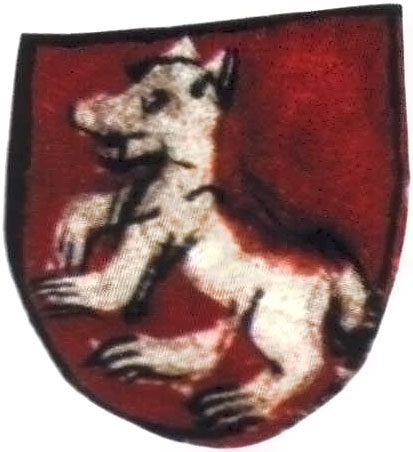
Герб Смоленской земли из гербовника «Codex Bergshammar» XV века
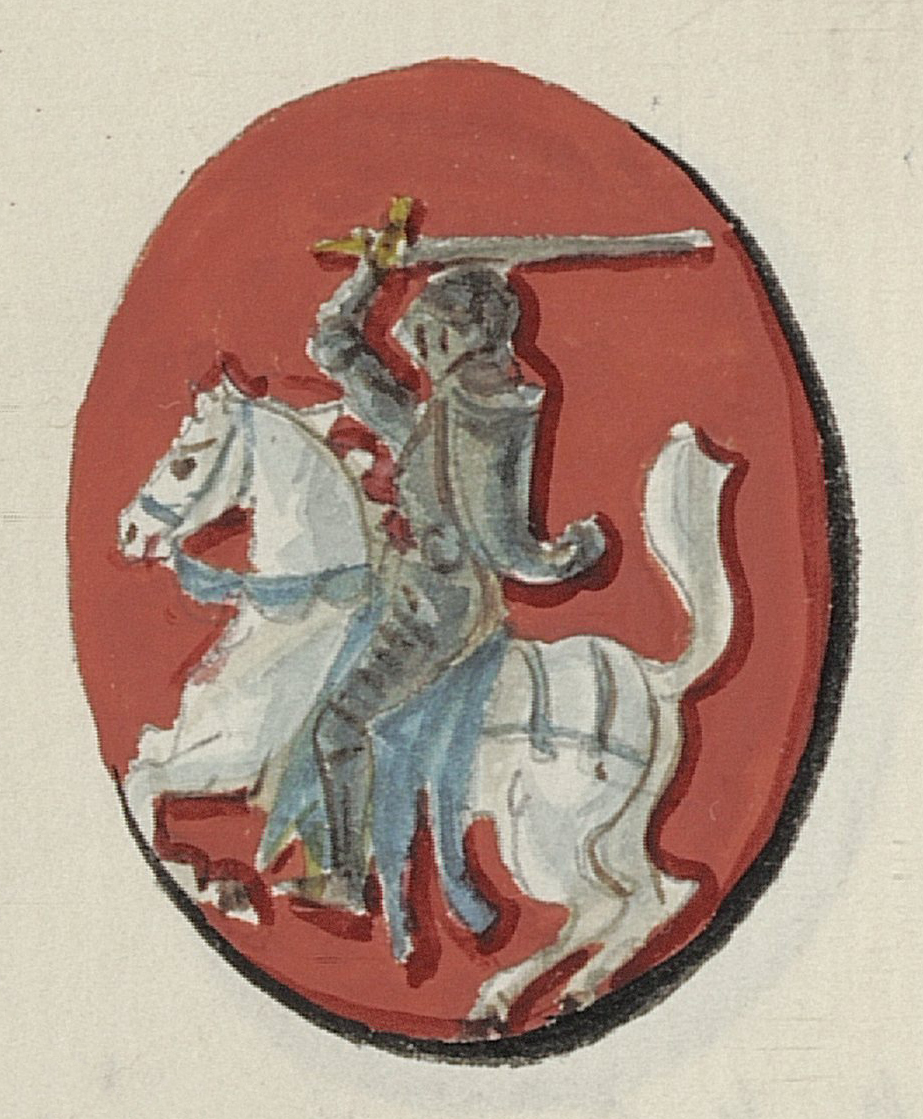
Ошибочное изображение герба Смоленска из польского гербовника конца XIX века — Погоня
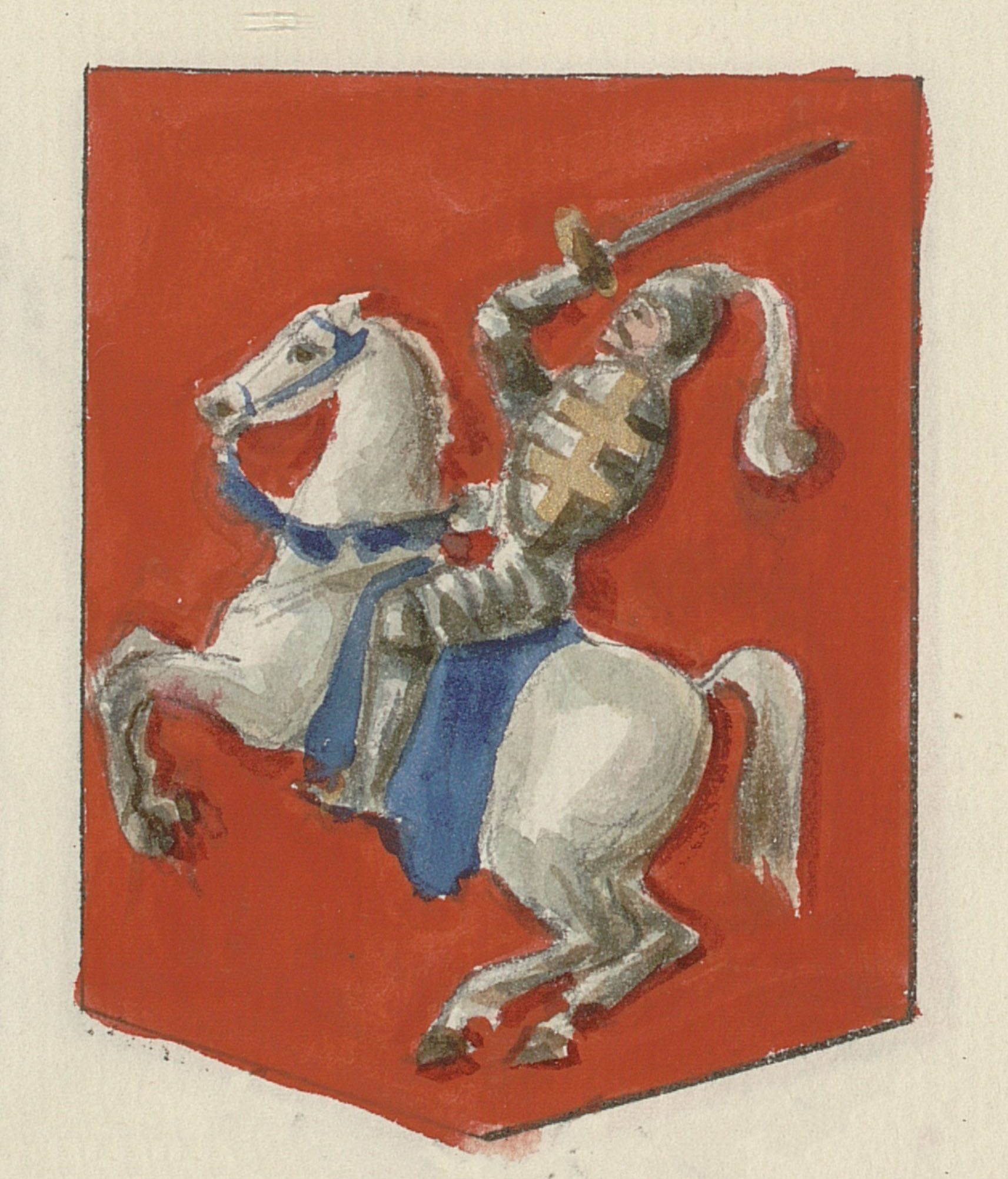
Другой вариант оттуда же

В гербовнике Бартоша Папроцкого «Гербы рыцарства польского» 1584 года сказано, что город Смоленск, находясь в составе Великого княжества Литовского, как и ряд других городов, обычно использовал хоругвь с гербом княжества Погоню. С. В. Думин считал эти данные не слишком надёжными. Погоня изображена рядом со Смоленском и на карте России и Сибири, составленной в Европе на основании карты Герарда Меркатора 1554 года и хранящейся в Российской национальной библиотеке.
В рукописи Яна Длугоша «Insignia seu clenodia Regis et Regni Poloniae» (1464—1480) имеется описание герба Смоленской земли в составе Великого княжества Литовского: в серебряном поле красное знамя с тремя оконечностями в столбец, древко и наконечник в виде креста золотые. В рукописи второй половины XVI века Stemmata Polonica из «Библиотеки Арсенала» в Париже описание Длугоша сопровождено иллюстрацией.

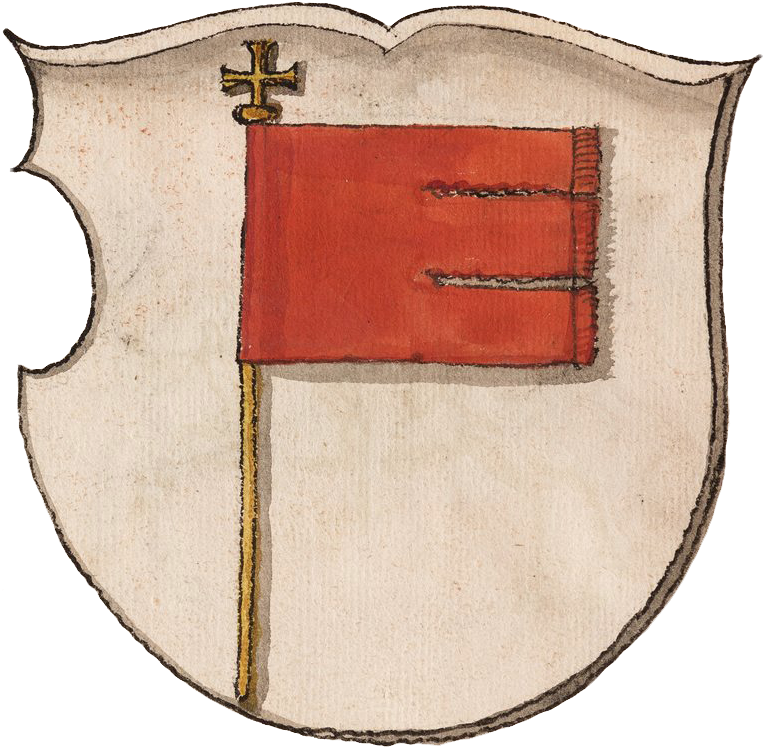
Герб Смоленского воеводства из рукописи «Stemmata Polonica» второй половины XVI века
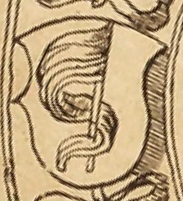
Герб из польского издания Статута Великого княжества Литовского 1588 года
Прорисовка герба воеводства с печати Великого князя Литовского Станислава Августа.
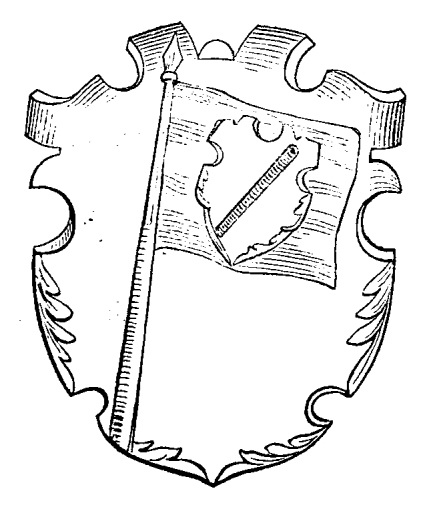
Герб Смоленского воеводства из «Гербов рыцарства польского[пол.]» Бартоша Папроцкого 1584 года
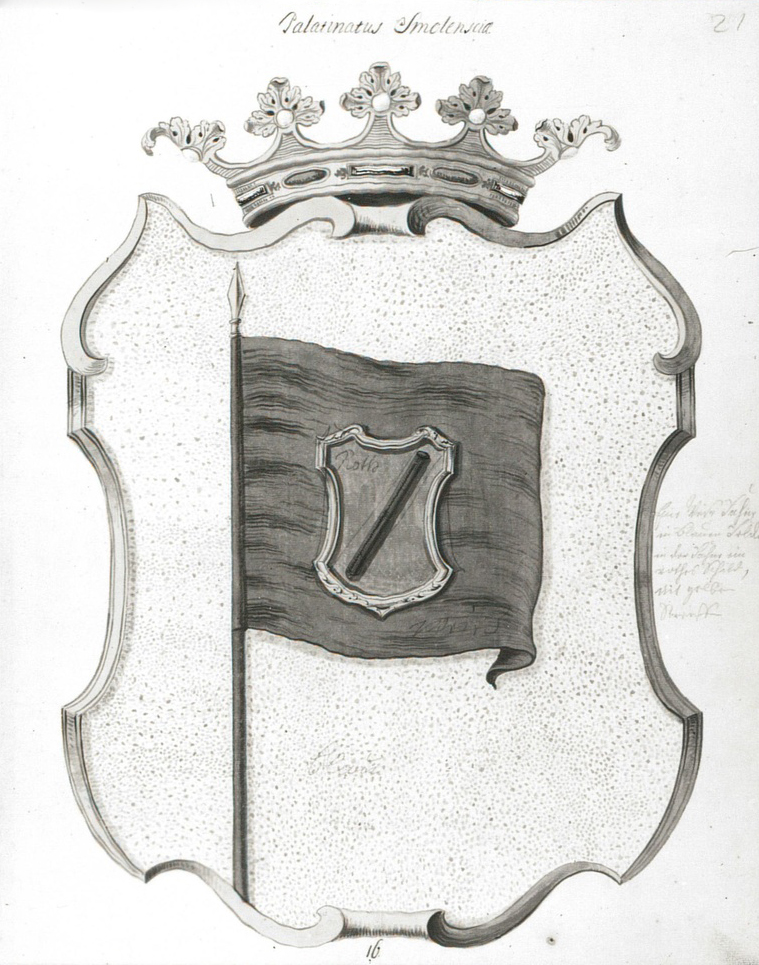
Акварельный эскиз для ооформления Сенаторского зала Королевского замка в Варшаве, около 1720 года
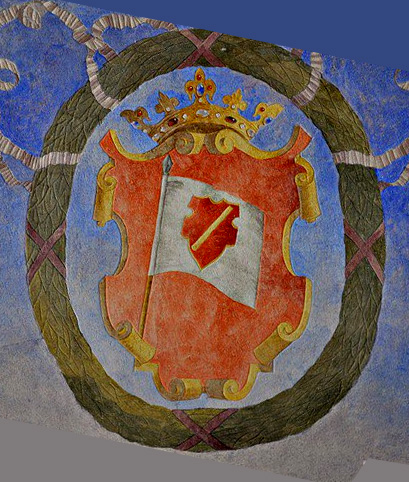
В Посольском зале Королевского замка в Варшаве
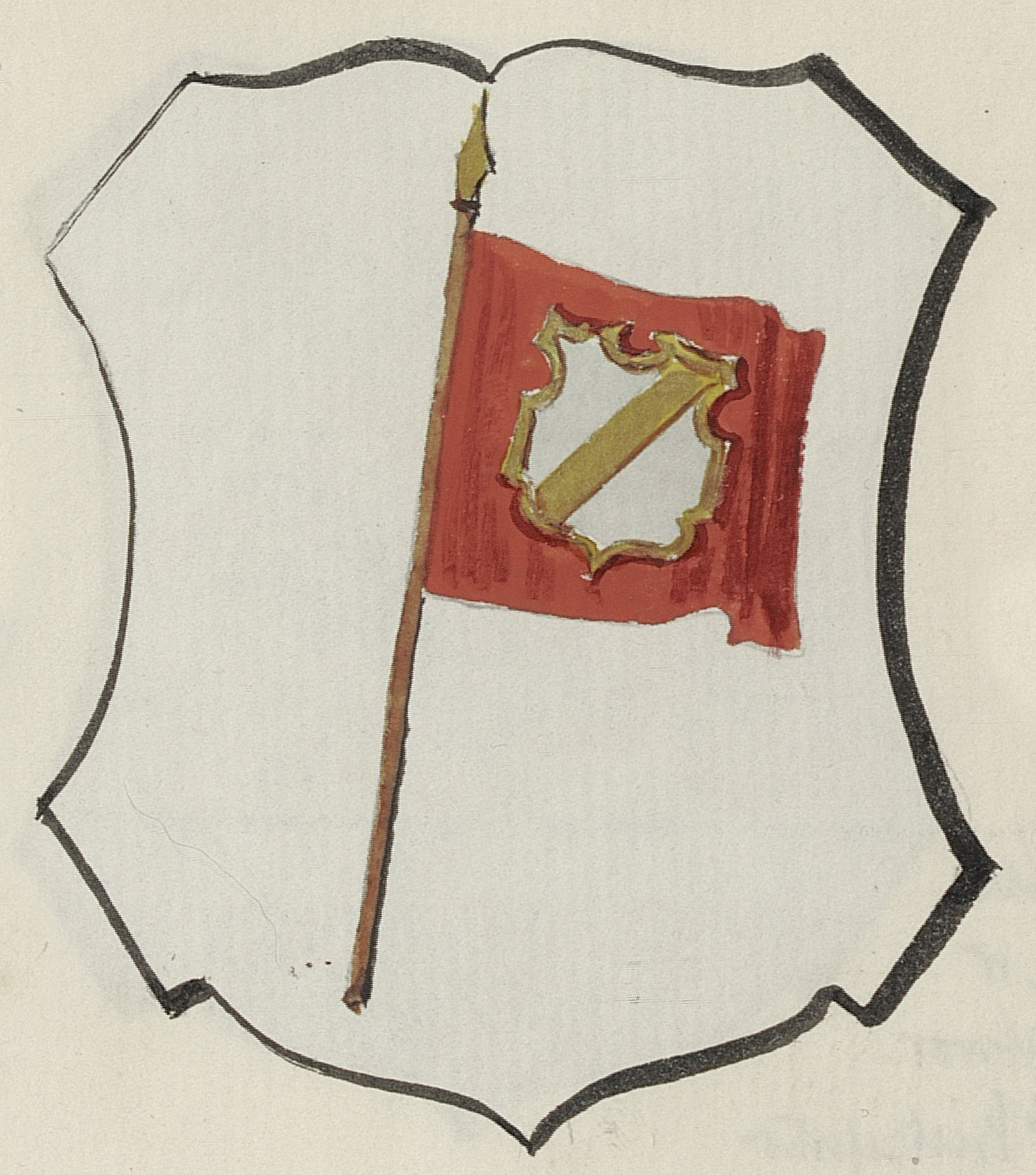
Из польского гербовника конца XIX века
Современный рисунок герба воеводства

В «Гербах рыцарства польского» 1584 года описан герб титульного Смоленского воеводства Речи Посполитой (на тот момент Смоленск находился под властью Русского царства): в щите красная хоругвь (знамя) с рукояткой, на знамени серый фигурный щиток с лежащим наискось золотым жезлом (посохом, балкой), напоминающим по форме обычный стержень. Вероятно, этот герб является развитием предыдущего. Значение его и происхождение остаются неизвестными. С. В. Думин отмечал, что хотя «„серое“ поле не принято в традиционной геральдике, однако в провинциальной геральдике Речи Посполитой этот цвет иногда встречается в описаниях (в частности, родовых гербов)». Он предполагал, что поле самого щита и поле щитка, помещённого на хоругви, могло быть белым (серебряным), но в таком случае расположение золотого посоха на серебряном поле противоречило бы правилам геральдики, так что «серый» цвет, возможно, мог быть и чёрным. Данный герб Смоленского воеводства, украшенный короной, выставлен в Сенаторском и Посольском залах Королевского замка в Варшаве. В Посольском зале герб дан с другими цветами: красный щит с белой хоругвью, на которой красный щиток с золотой балкой.

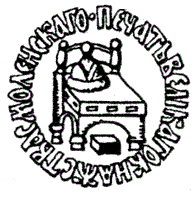
«Печать великого княжества Смоленского» на большой печати Ивана IV Грозного 1583 года

На большой печати Ивана IV Грозного 1583 года титульная «печать великого княжества Смоленского» изображена в виде великокняжеского престола, на котором положена Мономахова шапка:284, рядом стоит скамеечка для ног. Этот сюжет характерен впоследствии для тверского герба. А. Б. Лакиер предполагал, что это произошло либо «по общепринятому для всех бывших великих княжеств символу», либо просто по ошибке мастера, потому что великому княжеству Тверскому на большой печати в свою очередь присвоена эмблема ярославского герба — медведь:284. Впрочем, Н. А. Соболева отмечала, что говорить о перепутанности в данном случае не корректно, так как не известно более ранних источников.
4 ноября 1611 года, когда Смоленск оказался под властью Речи Посполитой, её король Сигизмунд III пожаловал городу Смоленску вместе с магдебургским правом герб: в червлёном поле архангел Михаил в железных латах и с обнажённым мечом в правой руке, попирающий ногами поверженного крылатого змея (дракона). Обращение к религиозной тематике довольно характерно для герботворчества времён Сигизмунда III. По предположению С. В. Думина, композиция, обозначающая победу над силами зла, должна была символизировать возвращение города в польско-литовское государство. Это первое достоверно известное утверждение герба Смоленска. Также данный герб, по-видимому, является первым собственно городским (а не земельным) гербом на территории современной России. Н. А. Мурзакевич указывал на то, что грамота о пожаловании герба была оглашена в Смоленске только в 1632 году. Тем не менее, по мнению С. В. Думина, герб получил распространение в Смоленске, так как грамота Сигизмунда III была оформлена по всем правилам, внесена в Литовскую метрику, а затем подтверждалась при Владиславе IV. Архив смоленского магистрата сгорел во время Отечественной войны 1812 года, и рисунок герба не сохранился.

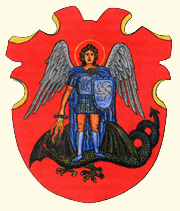
Современная реконструкция смоленского герба 1611 года
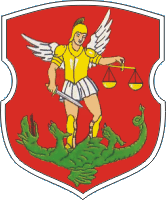
Другая современная реконструкция этого герба
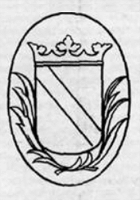
«Печать воеводства смоленского». 1668 год

В числе документов, находящихся в деле о дворянстве семьи Пржисецких, в XVII веке владевших имениями в Смоленском воеводстве, имеется документ, выданный 19 марта 1668 года смоленским хорунжим Я. А. Храповицким и скреплённый печатью с надписью по-польски «Печать воеводства смоленского» и изображением на увенчанном стилизованной, близкой к общедворянской короной испанском щите перевязи справа; щит окружают декоративные листья (пальмовые ветви). По предположению С. В. Думина, герб на данной печати может быть родственен гербу Смоленского воеводства с жезлом: последний мог превратиться в перевязь, или, наоборот, перевязь могла быть неверно истолкована как жезл.

## История современного герба

### Гипотезы появления
Современный герб Смоленска, на котором изображена мифическая райская птица Гамаюн, сидящая на пушке, достоверно известен со второй половины XVII века, когда Смоленск окончательно вошёл в состав Русского царства (1654). Однако, имя Гамаюн упоминается не во всех геральдических источниках, часто говорится просто о райской птице. Первоначально эта птица, в соответствие с книжными представлениями о ней, изображалась безногой, а иногда также и бескрылой.
Нет никаких данных, откуда на смоленском гербе взялась райская птица Гамаюн на пушке:276. Можно лишь предполагать, что пушка символизирует пограничное положение Смоленска, обязанные ему частые осады в XIV—XVII веках и сильное вооружение городской крепости:276. При этом птица на пушке могла трактоваться как предупреждающая о приближении врага. Слово Гамаюн является искажением названия восточной мифической птицы Хумай (Хумо), которая, согласно многочисленным легендам и поверьям, была способна предвещать избранному лицу владычество, — вполне подходящая символика для герба. С 1992 года птица Хумо изображена на гербе Узбекистана.
Некоторые гербоведы Российской империи пытались объяснить безногость птицы на смоленском гербе через отображение противостояния Русского царства и Речи Посполитой за Смоленск. По мнению А. Б. Лакиера, Смоленск мог представляться этим государствам «вожделенным и недосягаемым предметом» наподобие мифической райской птицы; безногость воспринималась им как «подстреленность» всё-таки добытого русским оружием гамаюна:284—285. По мнению П. П. Винклера, Гамаюн — это и вовсе символ Польши, которому русская пушка отстрелила ноги.
Согласно же современным представлениям о происхождении мифического образа птицы Гамаюн, её безногость возникла как результат господствовавшего в XVI—XVIII веках заблуждения о безногости у представителей биологического семейства райских птиц, обитающих на Новой Гвинее — в русской книжности их описывали так: «величеством поболе врабия, хвост имать семи пядей, ногу и крыл у себе не имать».
Н. А. Соболева обращает внимание на сходство райской птицы Гамаюна на ранних смоленских гербах с изображениями райских птиц в европейских эмблемниках, в том числе в выполненном по заказу Петра I «Символы и эмблемата» 1705 года. Изображения сопровождают такие девизы как «лат. Semper Sublimis» («Всегда высокая»), «Terrae commercia nescit» («Не ведает дел земных»), «Altiora petit» («Высокое ищет»), «Nil terrestre» («Ничто земное»). Вполне характерно и изображение пушки. На одной из эмблем на ней даже сидит птица — орёл; данное изображение использовалось в качестве герба Воронежа в «Знамённом гербовнике» 1730 года.

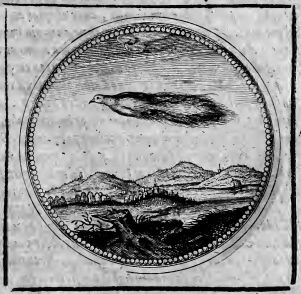
Эмблема «Райская птица» с девизом «Terrae commercia nescit» («Не ведает дел земных») из издания 1654 года книги «Symbolorum et emblematum…» Иоахима Камерария
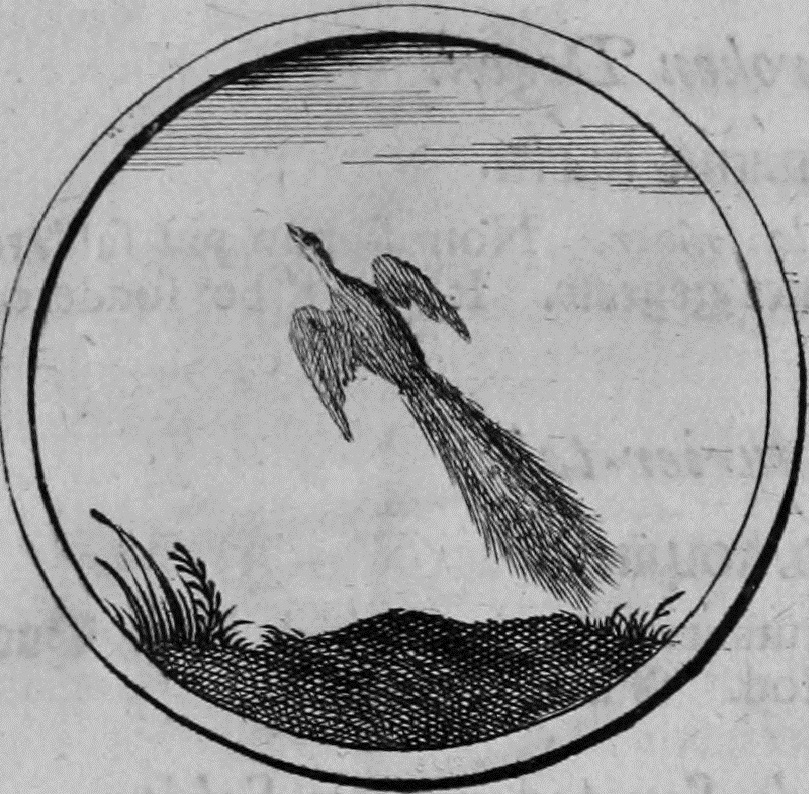
Эмблема «Райская птица» с девизом «Altiora petit» («Высокое ищет») из книги «Символы и эмблемата» 1705 года[42][44]:77
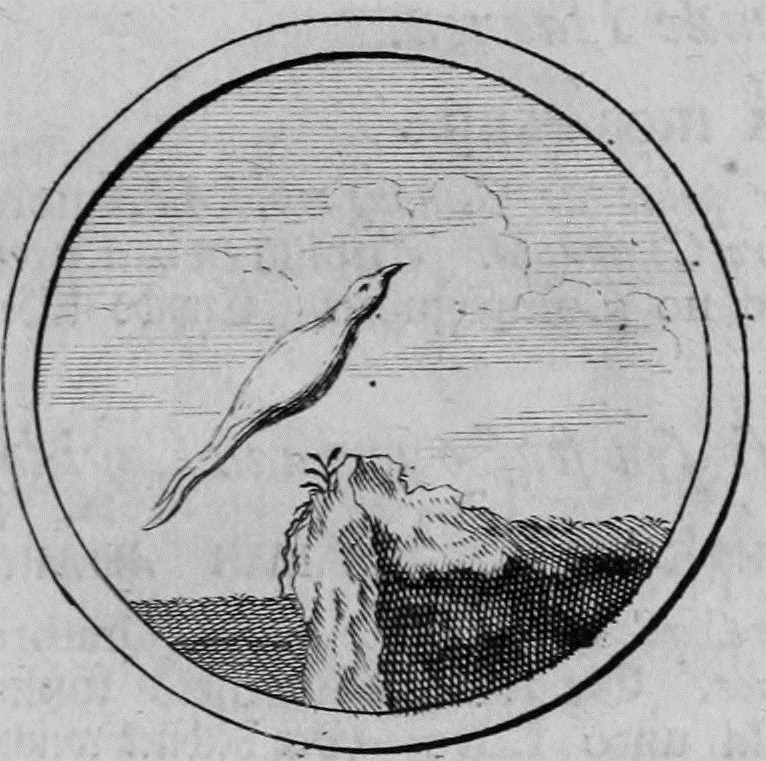
Эмблема «Райская птица» с девизом «Nil terrestre» («Ничто земное») из книги «Символы и эмблемата» 1705 года[19]:рис. 37[42][44]:257
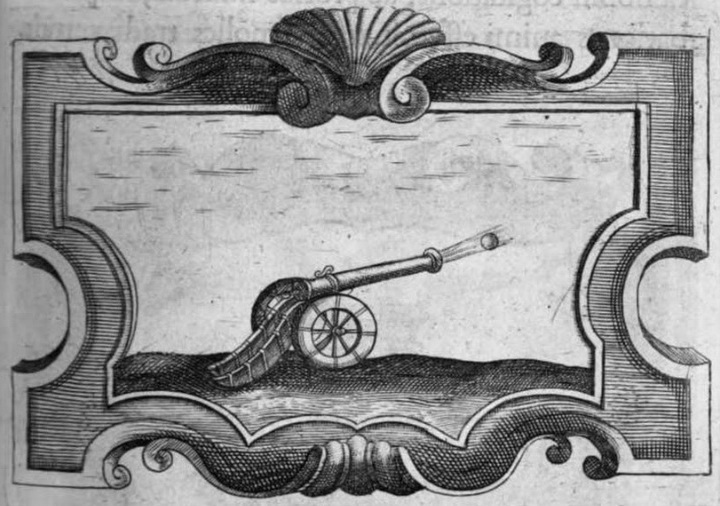
Эмблема с пушкой из издания 1682 года книги «Symbola heroica…» Сильвестре ди Пьетрасанта[англ.]
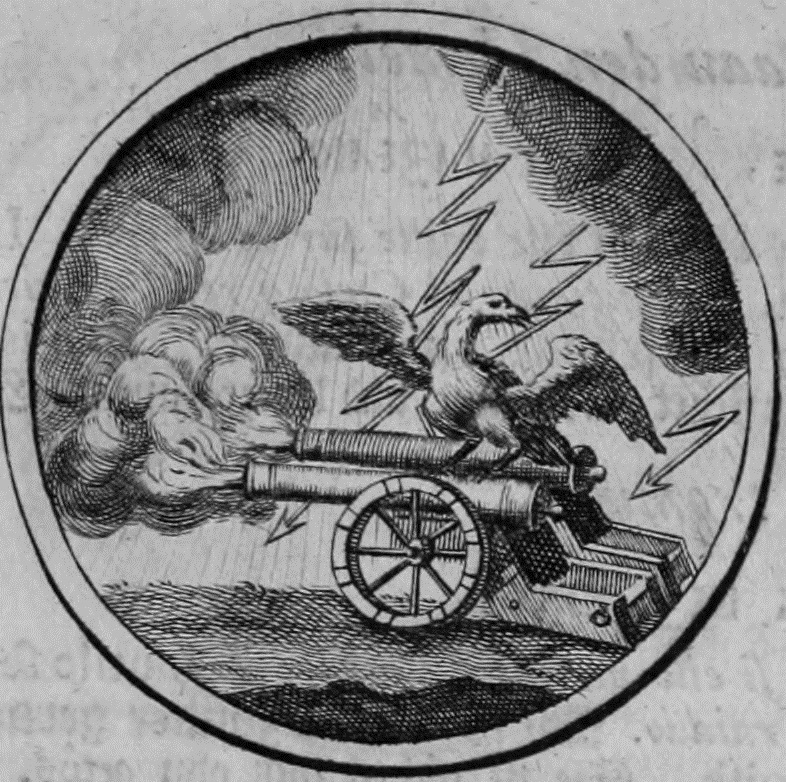
Эмблема «Орёл, летящий под молниями и выстрелами пушек» с девизом «Neutra timet» («Ни того, ни другого не боится») из книги «Символы и эмблемата» 1705 года[42][44]:17
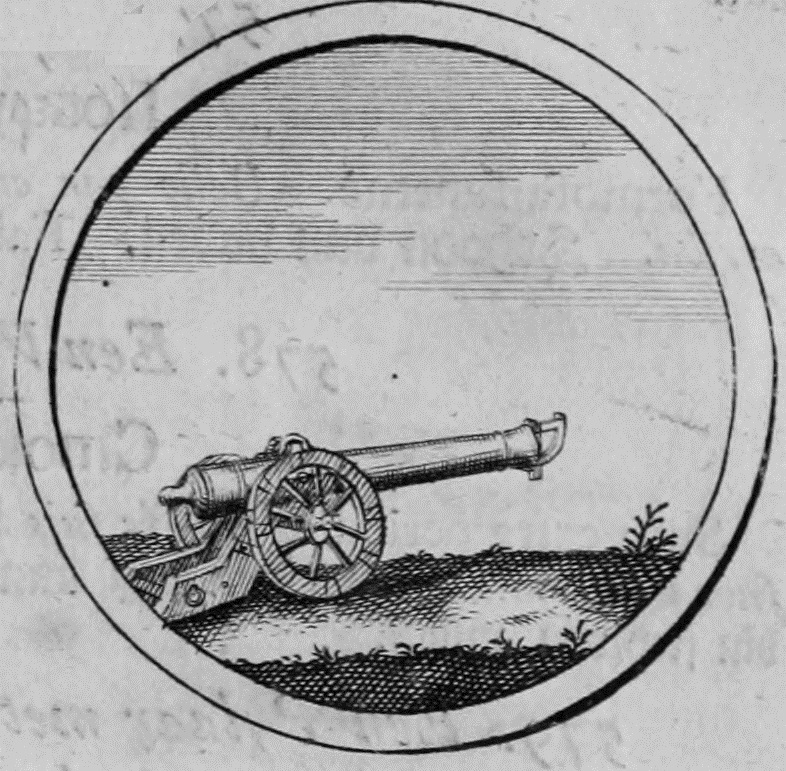
Эмблема «Пушка с квадрантом» с девизом «Non solum Armis» («Не токмо одним оружием») из книги «Символы и эмблемата» 1705 года[42][44]:193

Доказательством древности современного смоленского герба некоторое время считалось «медное смоленское пуло» — датированная 1387—1404 годами смоленская монета с выбитой на ней птицей на пушке, изображение которой было опубликовано в 1777 году в нумизматической таблице Гёттингенской библиотеки. Изображения пула приводились в ряде работ, а в последней четверти XIX века оно появилось в коллекциях нумизматов. Однако, в 1974 году историк И. Г. Спасский доказал, что гёттингенский рисунок является результатом ошибочной реконструкции изображения крылатой и хвостатой гарпии (сирены) и надписи «поуло московское» на дефектном московском пуле, а монеты в коллекциях — фальшивые. Последнее было затем подтверждено результатами экспертного исследования металла монет.

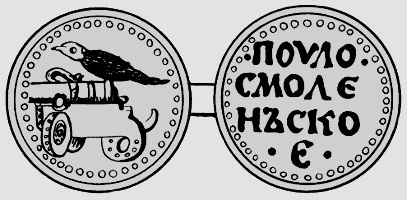
Рисунок «Смоленского пула конца XIV века» из таблиц Геттингенской библиотеки, ныне считающегося мистификацией
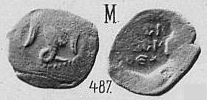
Московское пуло времён правления Василия II Тёмного или Ивана III
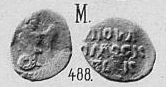
Другой экземпляр московского пула

Кроме того, Н. Н. Сперансов в 1974 году утверждал, не приводя источников, что пушка с райской птицей была на знамёнах смоленских полков в Грюнвальдской битве 1410 года. Напротив, Г. Б. Карамзин в 1961 году писал, также без обоснования, что у смолян в этой битве были красные знамёна с белыми крестами.
Обращает на себя внимание сходство герба с пушкой и Гамаюном с гербом Фёдора Смоленского с птицей и половиной льва. В. К. Лукомский, В. С. Драчук и Г. В. Ражнёв предполагали, что последний герб может быть искажением, вызванным религиозными соображениями: якобы католическая церковь «долгие годы называла пушки орудием дьявола и официально проклинала их», а образ птицы Гамаюн был не уместен, как происходящий от образа «мусульманской» мифической птицы Хумай.

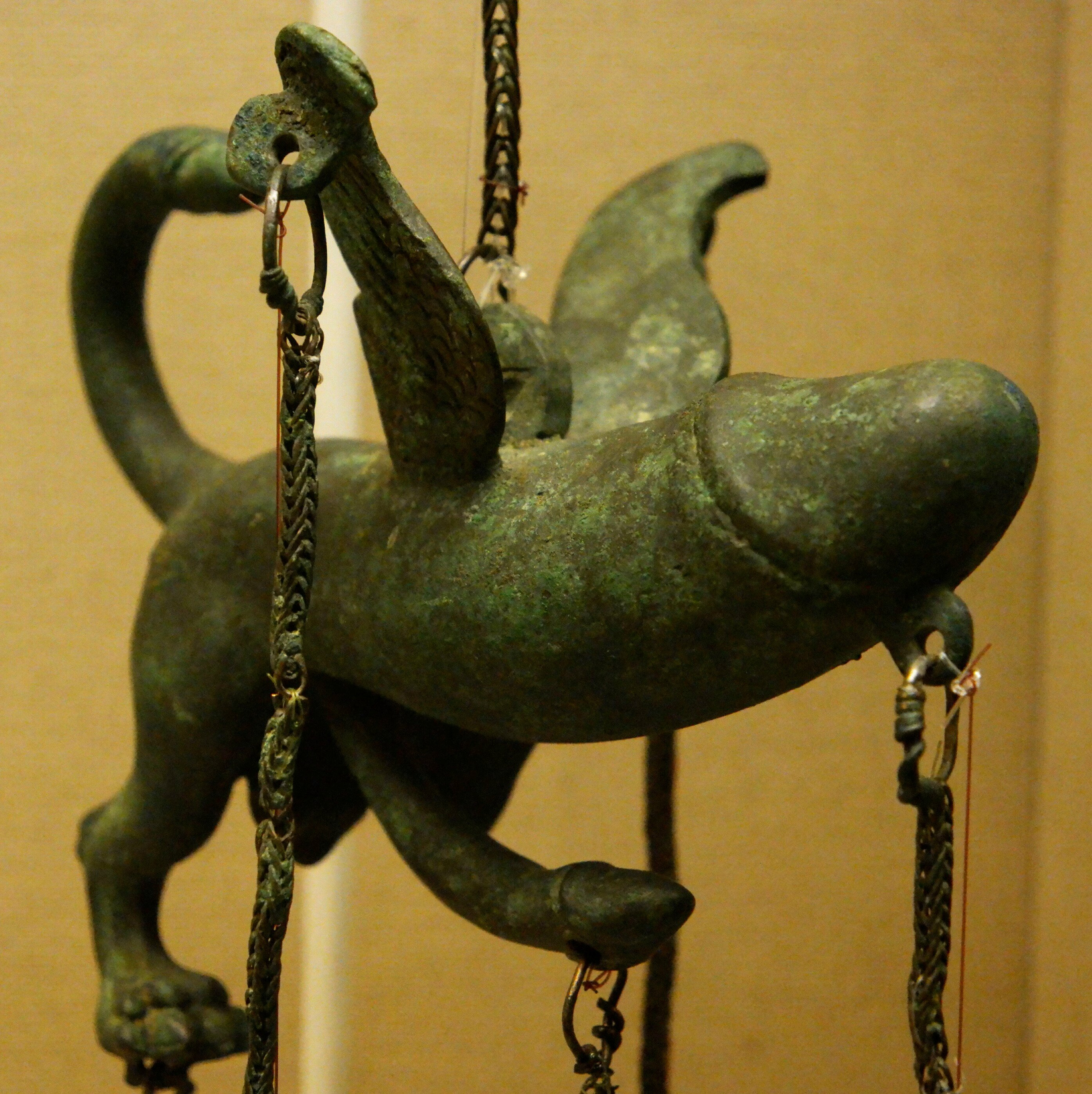
Древнеримский тинтиннабулум I века н. э. Британский музей

Существует гипотеза о происхождении княжеских гербов от личных княжеских печатей западного типа, выбор которых был случаен и не имел отношения к местной традиции. Относительно смоленского герба в связи с этим у С. Н. Тройницкого и В. Б. Шкловского возникло предположение о его происхождении от использовавшейся в качестве княжеской печати деформированной античной геммы (резного камня) с изображением крылатого фаллоса, который мог быть неверно истолкован как пушка с сидящей на ней птицей. Данная гипотеза вызывала сомнения у В. К. Лукомского и О. Я. Неверова.
В сборнике деловых бумаг XVIII—XIX веков, подаренных в конце XIX века Обществу любителей древней письменности И. В. Помяловским и опубликованных в 1892 году, помещены панегирические стихи, якобы переведённые на русский язык в 1682 году из польской книги «Золотое гнездо». Согласно им, князь Глеб Святославич, когда получил от Великого князя Литовского Витовта разрешение на княжение в Смоленске (1392), «на дом свой клейнот корону принимает, велико рождение свое клейнотом являет, под короной гамаюна на громаде [пушке] обсадив, великородство их милостей Смоленских князей изъявив, как громада зук [гул, шум] свой всюду раздевает так и княжества Смоленского всюду прославляет, …то печать князей Смоленских». Г. В. Ражнёв доверял этому сообщению и считал датой создания смоленского герба 1392 год. Впрочем, ряд исследователей, начиная с С. Н. Тройницкого, не придавали этим стихам серьёзного значения. У некоторых вызывал сомнение сам факт наличия пушек в Смоленске в конце XIV века, однако, по-видимому, это было вполне возможно.

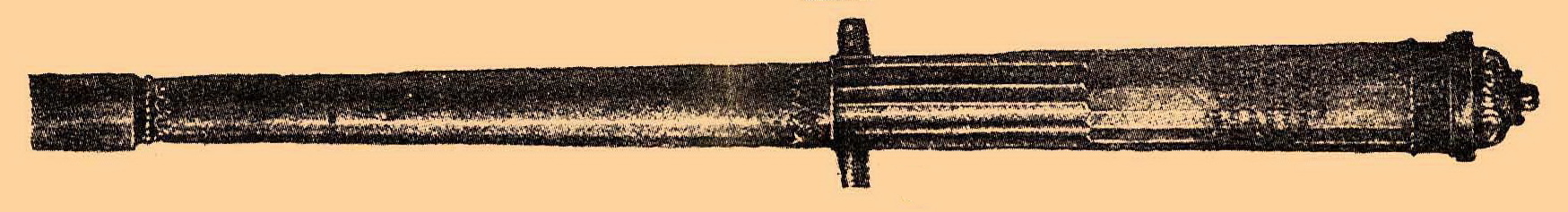
Пищаль «Гамаюн» 1690 года

По предположению С. Н. Тройницкого, пушка на гербе Смоленска могла быть какой-то конкретной смоленской пушкой с названием «Гамаюн» (а в то время пушки часто называли в честь реальных и мифических животных). Например, на 6-фунтовой пищали «Гамаюн» литья Мартьяна Осипова 29 июля (8 августа) 1690 года, которая ныне находится у здания Арсенала Московского Кремля, изображена птица, причём она напоминает Гамаюна с ранних изображений смоленского герба. По поводу этой пищали Ю. Л. Воротников отмечал, что, таким образом, мы имеем как бы реальное изображение смоленского герба.

### В Русском царстве
Тем не менее, наиболее ранним достоверным упоминанием смоленской эмблемы является печать княжества Смоленского (титульного) с подписью «птица гам[аюн]», приложенная к письму князя Фёдора Куракина к князю Никите Ивановичу Одоевскому с товарищами из Смоленска от 28 июня (8 июля) 1664 года о присылке к ним двух разбойников — донских казаков:IV. Затем титульный смоленский герб появляется на гербовом знамени царя Алексея Михайловича 1666—1678 годов, пушка на нём изображена без лафета.
- Печать княжества Смоленского 1664 года[19]:рис. 35[35]:66[54]:IV
- Герб княжества Смоленского на гербовом знамени царя Алексея Михайловича 1666—1678 годов[55]
- Современный рисунок[19]:рис. 108
- Герб княжества Смоленского из большого Титулярника 1672 года[56]
- Герб княжества Смоленского из малого Титулярника 1672 года[17]

В 1672 году в царствование Алексея Михайловича была составлена «Большая государева книга, или Корень российских государей», известная также как «Царский титулярник», который часто называется первым русским гербовником. Также для царевича Фёдора Алексеевича был изготовлен титулярник меньшего формата. В них были включены эмблемы 33 земель, названия которых входили в царский титул, в том числе и эмблема княжества Смоленского. Гамаюн на этих рисунках похож на «пушистого дикобраза».

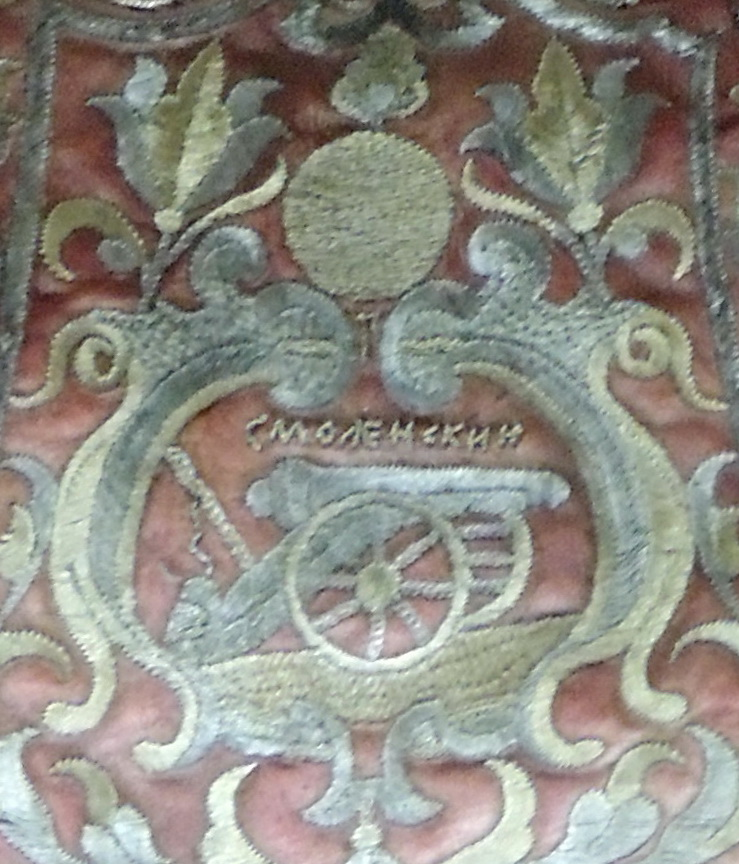
Титульный герб княжества Смоленского на колчане саадака царя Алексея Михайловича. Мастер Прокофий Андреев. 1673 год
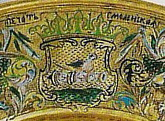
Печать княжества Смоленского с фотографии тарелки царя Алексея Михайловича 1675 года
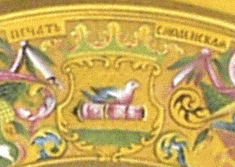
Рисунок этой печати. XIX век
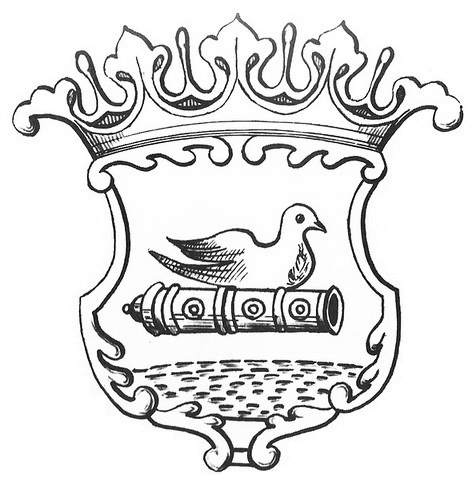
Рисунок этой печати. XIX век [4]:таб. XV[19]:рис. 107[54]:IX
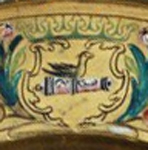
Герб княжества Смоленского с тарелки, подаренной царицей Натальей Кирилловной царевичу Алексею Петровичу в 1694 году
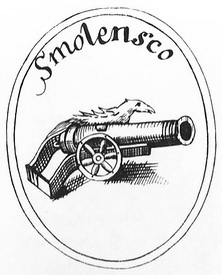
Печать княжества Смоленского из дневника И. Г. Корба 1698—1699 годов [4]:таб. XVII[19]:рис. 34[54]:XI

Смоленский герб, наряду с гербами других титульных земель, появляется ещё на нескольких источниках последней четверти XVII века. На колчане саадака царя Алексея Михайловича работы мастера Прокофия Андреева 1673 года изображена только пушка, без птицы. На золотой тарелке царя Алексея Михайловича, датируемой 1675 годом:IX, и на золотой тарелке, подаренной царицей Натальей Кирилловной царевичу Алексею Петровичу в 1694 году, птица сидит на пушке без лафета (и колёс). Также смоленский герб изображён на рисунке русской Государственной печати в «Дневнике путешествия в Московию» 1698—1699 годов немецкого посла И. Г. Корба:VII, птица на нём сходна с той, что изображена на пищали «Гамаюн» 1690 года и похожа на безногого варана или ящерицу:рис. 34. 5 (15) января 1687 года в Смоленск, в генеральский полк, было послано знамя, созданное 8 (18) декабря 1686 года, с изображением государственного герба и под ним печати смоленской: «в клейме пушка, на ней птица гамаюн». Влияние смоленского герба ощущается в изображениях птицы Гамаюн в некоторых списках лицевого «Букваря славянороссийских письмен» Кариона Истомина 1690-х годов. На смоленской эмблеме на жалованной грамоте Петра I Ф. В. Шилову, хранящейся в РГАДА, пушка изображена стреляющей (летит ядро, идёт дым), а птица отсутствует.
- Гамаюн в одном из списков «Букваря славянороссийских письмен» Кариона Истомина. 1694 год[53]
- В другом списке[53]
- Титульный герб княжества Смоленского из атласа, изданного в Амстердаме в 1705—1739 годах[57]
- Другой вариант из того же атласа[57]
- Титульный герб княжества Смоленского на жалованной грамоте Петра I канцлеру Г. И. Головкину 1711 года[61]
- Титульный герб княжества Смоленского из «Гербовника старого, малёванного без красок, по титулу». Начало XVIII века[62]:170
- Ротное знамя Смоленского пехотного полка образца 1712 года. Рисунок начала XVIII века[62]:126
- Современный рисунок[63]
- Титульный герб княжества Смоленского на жалованной грамоте А. Демидову 1726 года[19]:рис. 39

### В Российской империи
В 1724—1727 годах товарищ герольдмейстера Ф. М. Санти вёл работу по упорядочиванию и приведению в соответствие с европейскими геральдическими стандартами символов российских городов и областей. Он разослал по городам анкету с просьбой описать местные особенности и гербы, если они имеются. 26 сентября 1725 года смоленская губернская канцелярия прислала ответ, к которому был приложен рисунок с подписью «Печать царского величества княжества Смоленского» и изображением пушки с сидящей на ней безногой райской птицей и надписью «Птица Гамаюн». Санти, до того как был отстранён от должности и сослан, успел составить рисунки и описания 30 эмблем, в том числе смоленской: «Поле серебряное или белое имеет пушку на станке чёрном, окованном золотом, … над которою пушкою летает птица райская». В 1730 году смоленская эмблема в исполнении Санти был включён в официально утверждённый «Знамённый гербовник», предназначавшийся для изготовления знамён полков, которые приписывались к определённым городам и назывались в их честь. Описание смоленского герба: «Пушка чёрная, станок жёлтый, на пушке птица жёлтая без ног, поле белое — каков сделал Сантии»:IX—X, XV—XVI:126. Пушка, ранее направленная влево (вправо от зрителя), что не соответствовало геральдическим правилам, была развёрнута Санти в противоположную сторону. Герб представлял собой обрамлённый завитками овальный щит, увенчанный княжеской короной, указывавшей на то, что Смоленск был центром великого княжества.

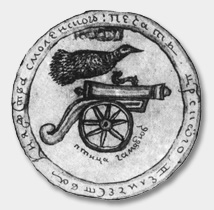
Рисунок «Печати царского величества княжества Смоленского». 1725 год
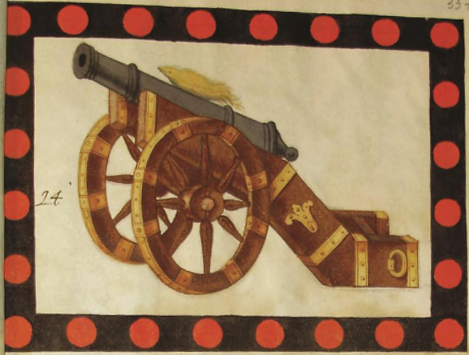
Проект знамени Смоленских полков Ф. М. Санти 1724—1727 годов[62]:204
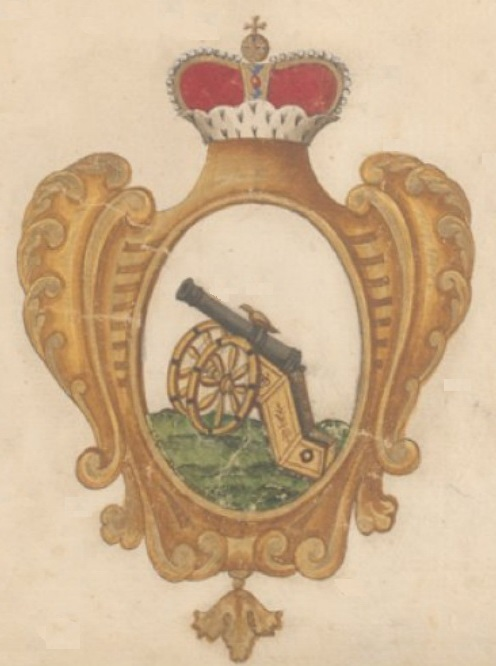
Герб Смоленска из «Знамённого гербовника» 1730 года в исполнении Ф. М. Санти
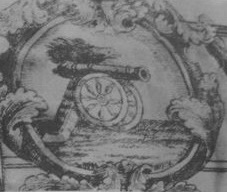
Фрагмент гравюры А. Ф. Зубова «Богословский тезис» 1743 года[19]:169
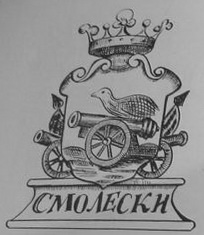
Герб Смоленска на гравюре «Российский государственный герб» второй половины XVIII века[19]:168

10 (21) октября 1780 года при герольдмейстере А. А. Волкове в царствование Екатерины II был утверждён герб города Смоленска, использовавшийся и как герб Смоленского наместничества: «в серебряном поле чёрная пушка на золотом лафете, а на пушке райская птица». Пушка изображалась стоящей на зелёной земле. На большинстве рисунков райская птица по-прежнему представала безногой. Первое зафиксированное изображение с ногами находится в книге «Новейшее землеописание Российской империи» Е. Ф. Зябловского 1818 года. Украшения щитов в этот период не использовались.

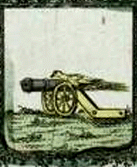
Герб города Смоленска и Смоленского наместничества 1780 года. Рисунок 1794 года
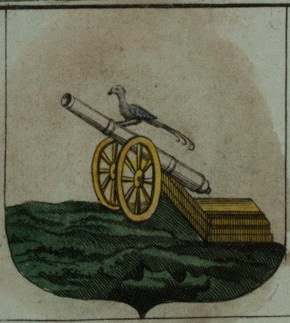
Рисунок 1818 года
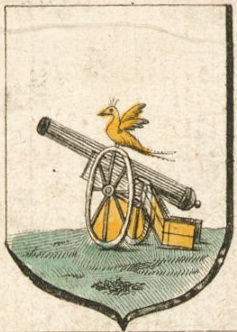
Герб Смоленской губернии с детской игральной карты работы К. М. Грибанова 1829 года
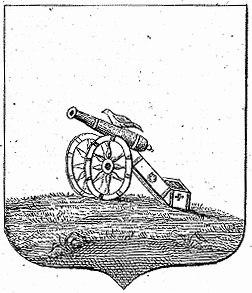
Рисунок из «Полного собрания законов Российской империи». 1843 год
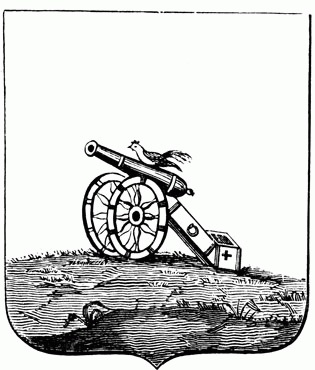
Рисунок 1899 года
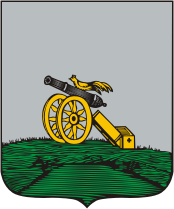
Современная раскрашенная версия

8 (20) декабря 1856 года был утверждён герб Смоленской губернии (городской герб остался старым): «в серебряном поле чёрная пушка, лафет и колёса в золотой оправе, на запале райская птица». Как и у всех гербов остальных губерний, щит венчала императорская корона и украшали дубовые ветки с золотыми листьями, перевитые голубой Андреевской лентой. На изображениях герба 1856 года райская птица окончательно «встала на ноги» и «твёрдо стоит на них, гордо задрав пышный хвост и расправив крылья». В таком виде она присутствует и на современных смоленском гербе и большинстве производных от него гербов.

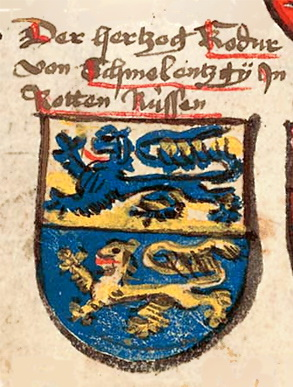
Первый рисунок из рукописи «Хроники Констанцского собора» 1464 года
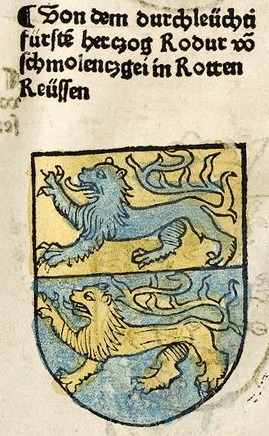
Рисунок из печатного издания «Хроники Констанцского собора» 1483 года
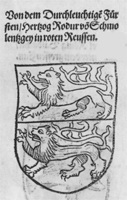
Рисунок из более позднего печатного издания «Хроники Констанцского собора»
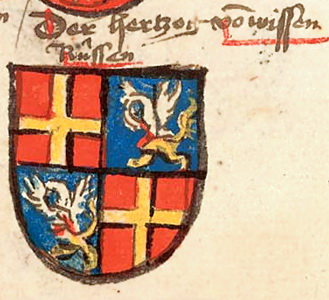
Второй рисунок из рукописи «Хроники Констанцского собора» 1464 года
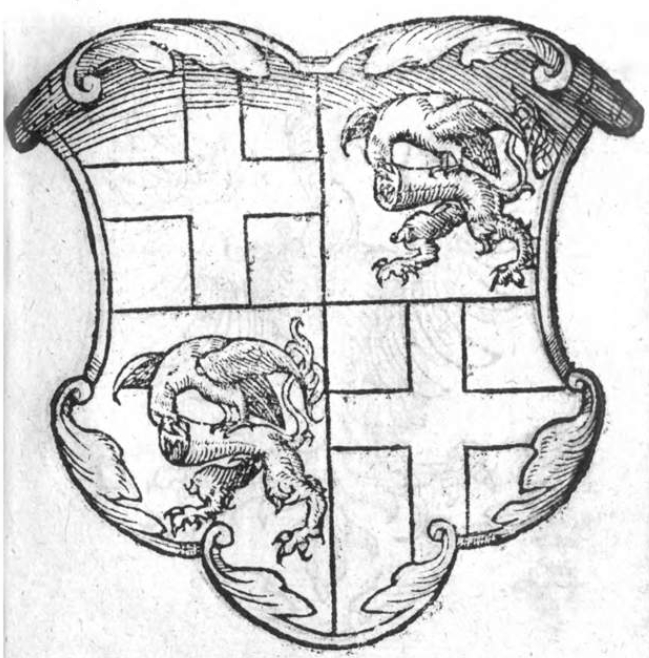
Рисунок из «Польского гербовника» Марка Амброзиуса 1570 года
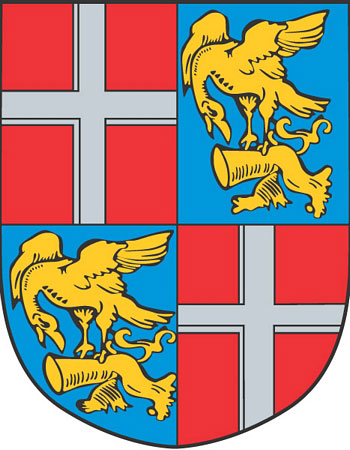
Герб Смоленской губернии 1856 года. Официальный рисунок 1880 года

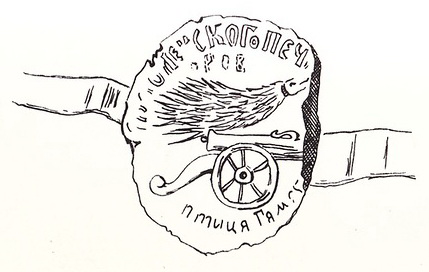
Печать княжества Смоленского 1664 года
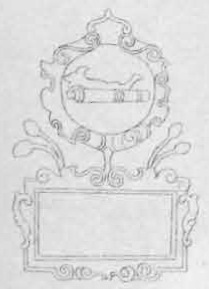
Герб княжества Смоленского на гербовом знамени царя Алексея Михайловича 1666—1678 годов
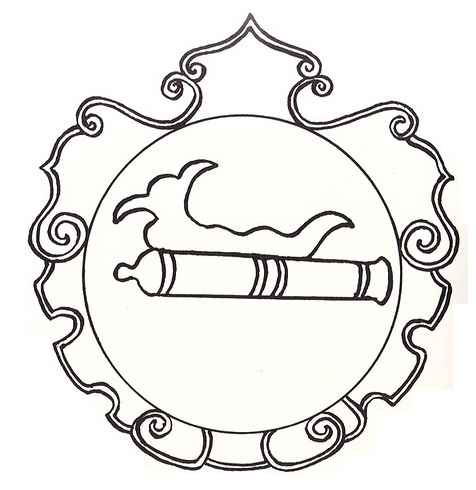
Рисунок 1974 года (без украшений)
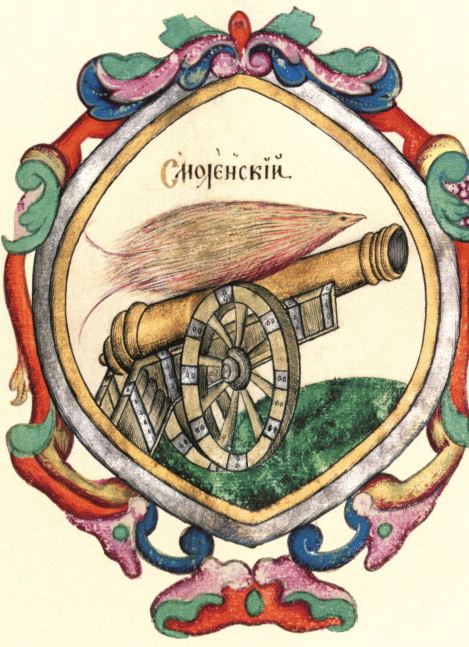
Герб княжества Смоленского из большого Титулярника 1672 года
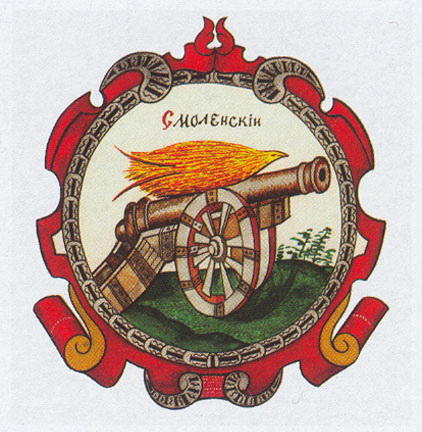
Герб княжества Смоленского из малого Титулярника 1672 года

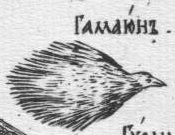
Гамаюн в одном из списков «Букваря славянороссийских письмен» Кариона Истомина. 1694 год
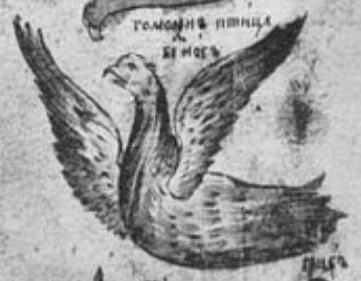
В другом списке
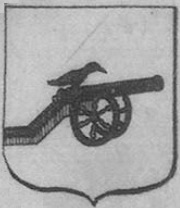
Титульный герб княжества Смоленского из атласа, изданного в Амстердаме в 1705—1739 годах
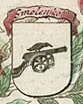
Другой вариант из того же атласа
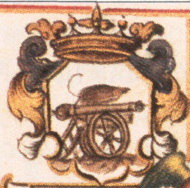
Титульный герб княжества Смоленского на жалованной грамоте Петра I канцлеру Г. И. Головкину 1711 года
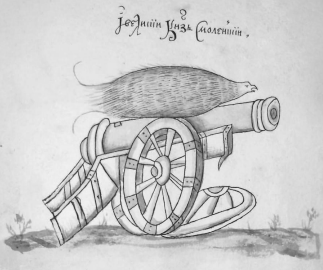
Титульный герб княжества Смоленского из «Гербовника старого, малёванного без красок, по титулу». Начало XVIII века
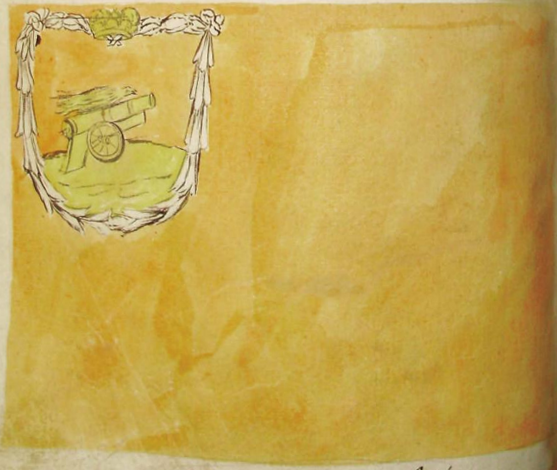
Ротное знамя Смоленского пехотного полка образца 1712 года. Рисунок начала XVIII века
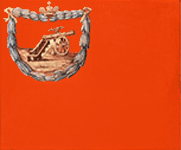
Современный рисунок
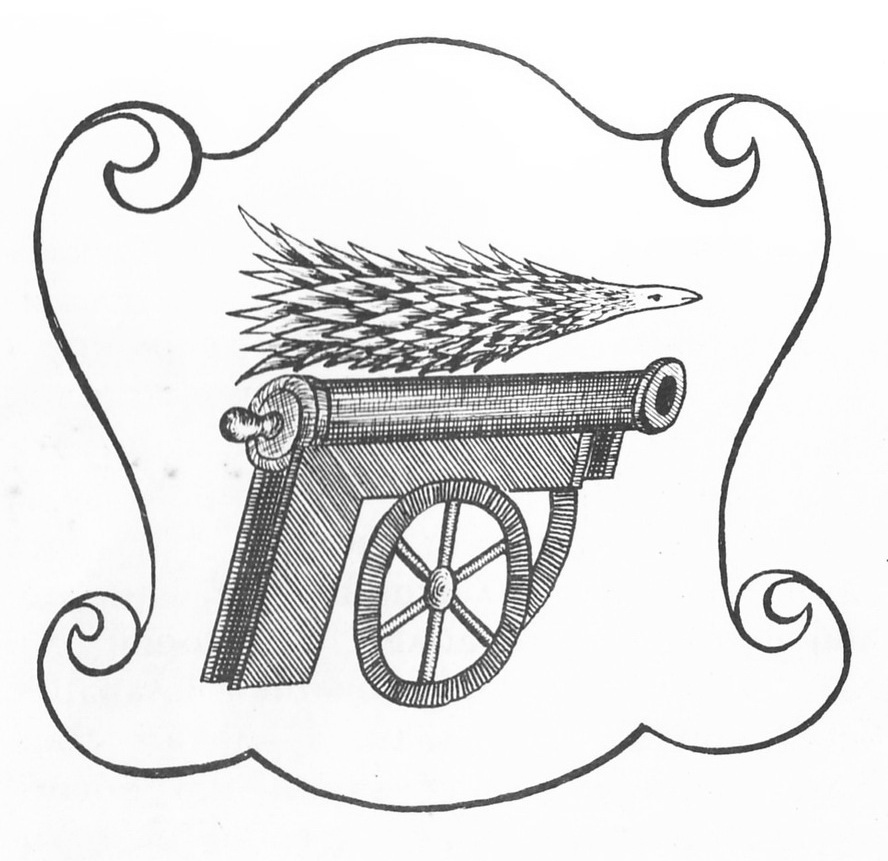
Титульный герб княжества Смоленского на жалованной грамоте А. Демидову 1726 года

- Открытка 1903—1904 годов[73]

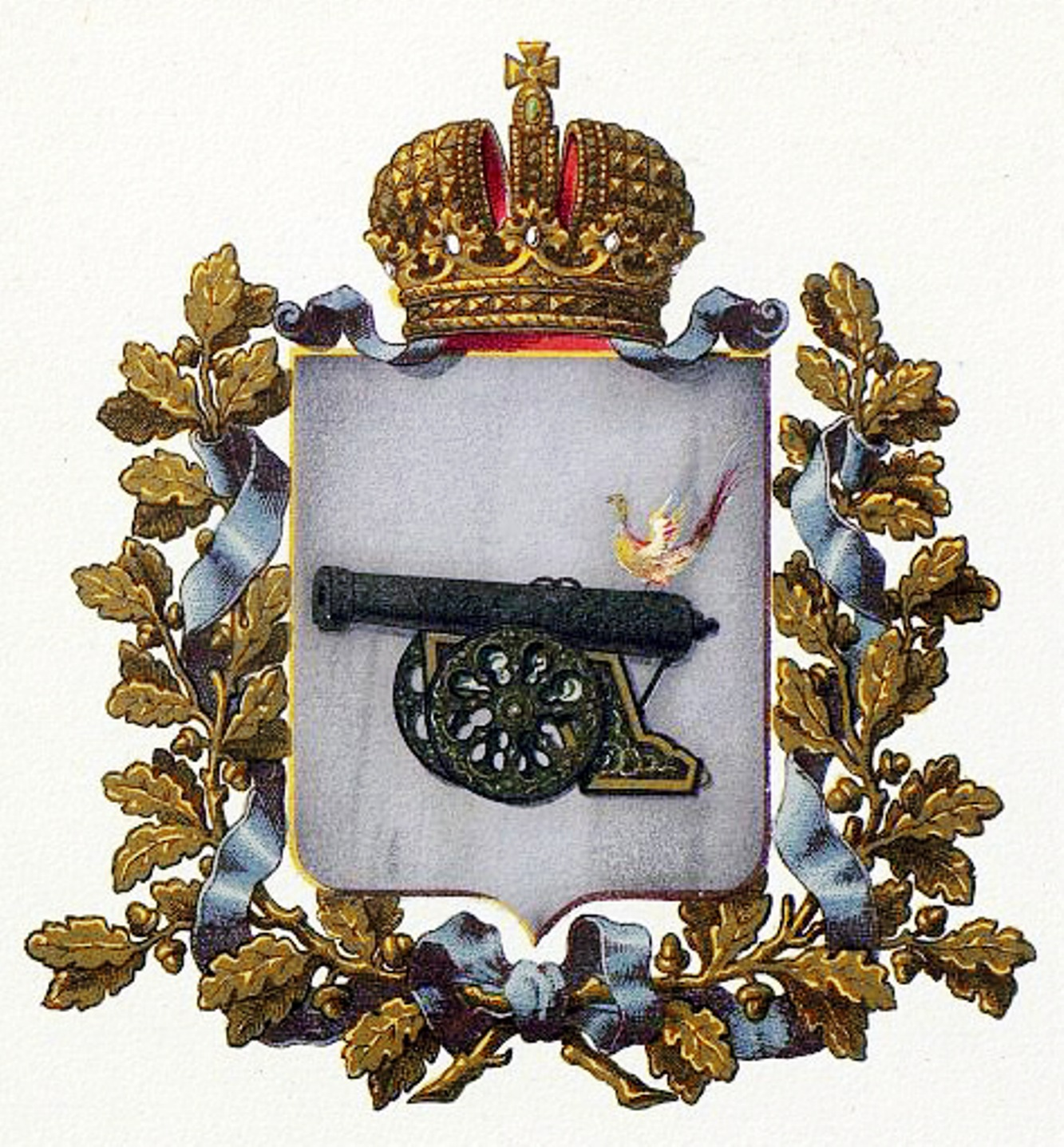
Герб Смоленской губернии 1856 года. Официальный рисунок 1880 года
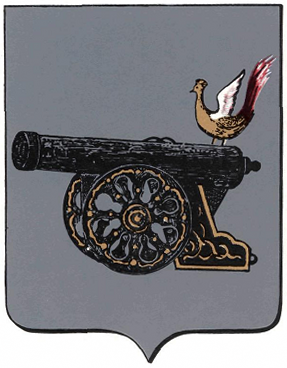
Рисунок 1974 года (без украшений)
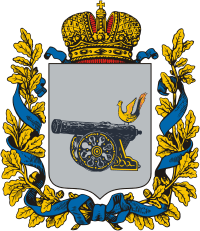
Современный рисунок
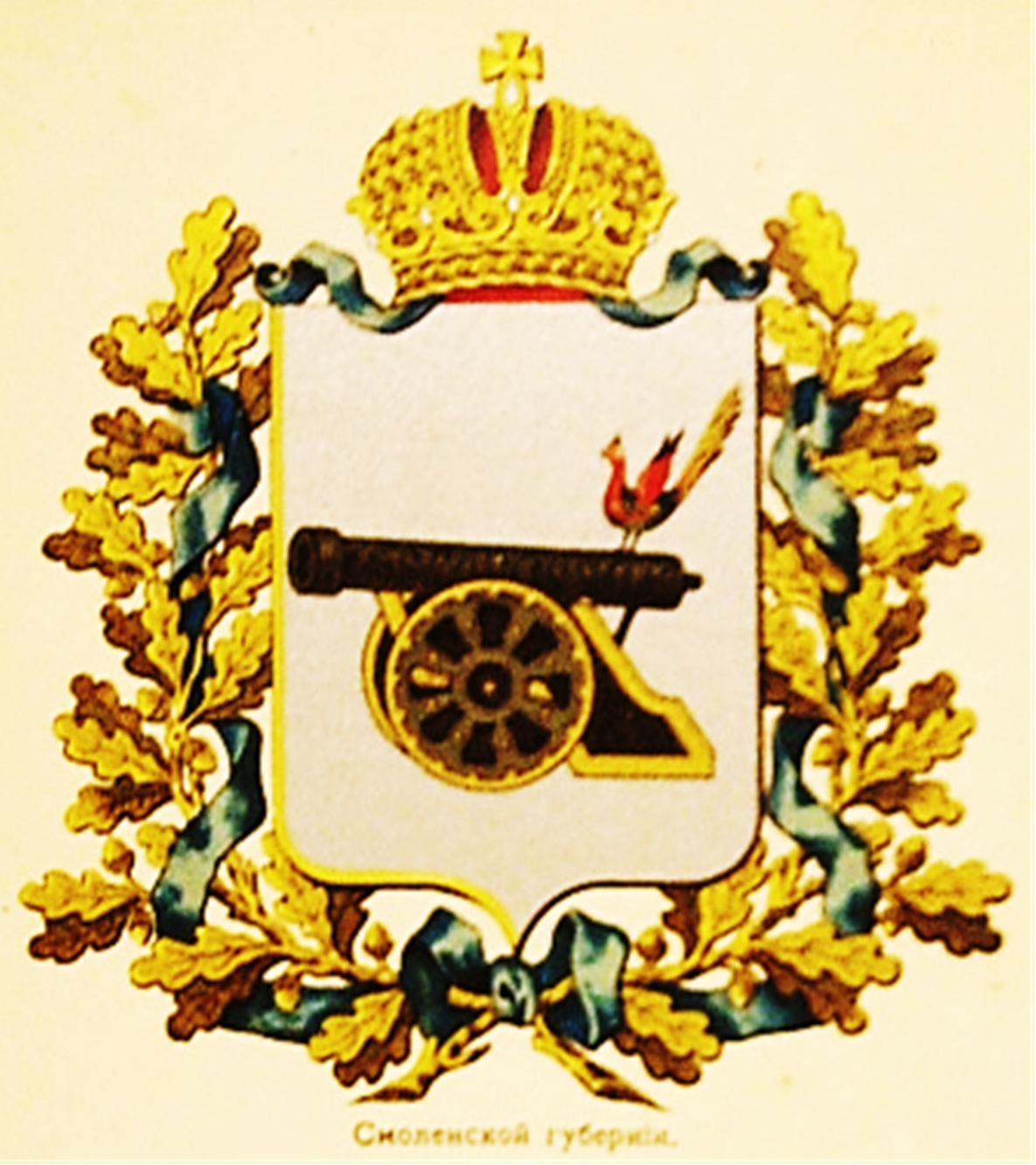
Открытка 1903—1904 годов
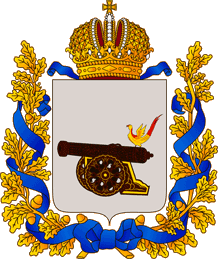
Современный рисунок

В 1857 году указом императора Александра II была утверждена оригинальная система украшений городских гербов, разработанная начальником Гербового отделения Департамента герольдии Б. В. Кёне. Согласно этой системе, Смоленск имел право на три вида короны: как губернский город с населением менее 50 тысяч человек — на золотую башенную корону о трёх зубцах; как губернский город-крепость — на золотую башенную корону о трёх зубцах с императорским орлом; и как древний город, в котором пребывали царствующие великие князья — на шапку Мономаха (кроме того Владимир Мономах заложил смоленский Успенский собор и перевёз в город икону Богоматери (Одигитрию), названную Смоленской и ставшую символом города). Город также имел право на два вида украшений щита: как город-крепость — на Александровскую ленту (красного цвета) и два золотых накрест положенных знамени с императорским орлом; и, как крепость, отличившаяся в боях, — на Георгиевскую ленту и два красных знамени, стоящих прямо и украшенных вензелями императора, в годы правления которого отличилась крепость (Александра I):XXV—XXVII.

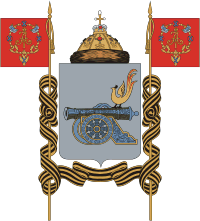
Современная реконструкция герба Смоленска по указу 1857 года, выполненная Р. И. Маланичевым
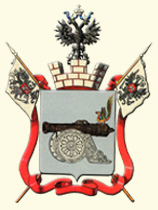
Другая реконструкция
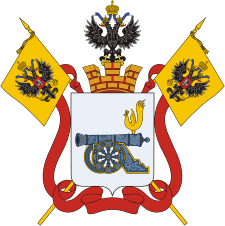
Её вариация

### В СССР
Так как на смоленском гербе не имелось ни монархической, ни религиозной символики, в советское время не создавалось препятствий для его использования. Зачастую щит изображался красным. Можно отметить несколько оригинальных вольных изображений, например, на парадном занавесе Смоленского драматического театра работы художника М. М. Тараева 1983 года, где птица напоминает Пегаса; или на блюде «Герб Смоленска» мастера Дулёвского фарфорового завода В. А. Городничева 1989 года, где композиция повёрнута торцом к зрителю, а Гамаюн изображена с женскими лицом и грудью и полураскрытыми крыльями.

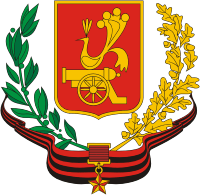
Одно из вольных изображений смоленского герба в советское время. 1980-е годы
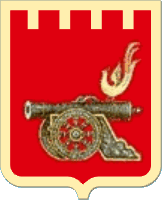
Другое советское изображение
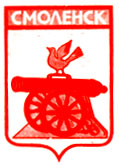
Ещё одно (1987 год)
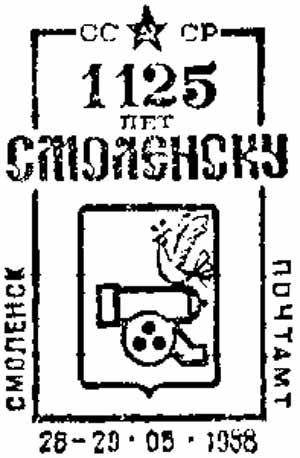
Почтовый штемпель «1125 лет Смоленску». 1988 год
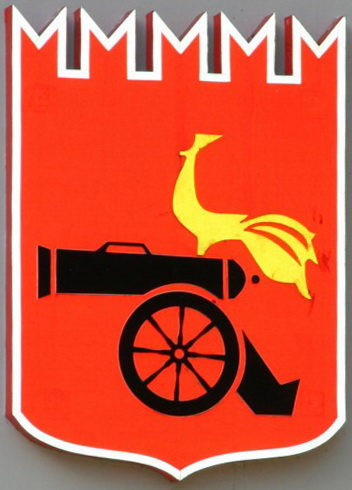
Герб на стеле при въезде в Смоленскую область
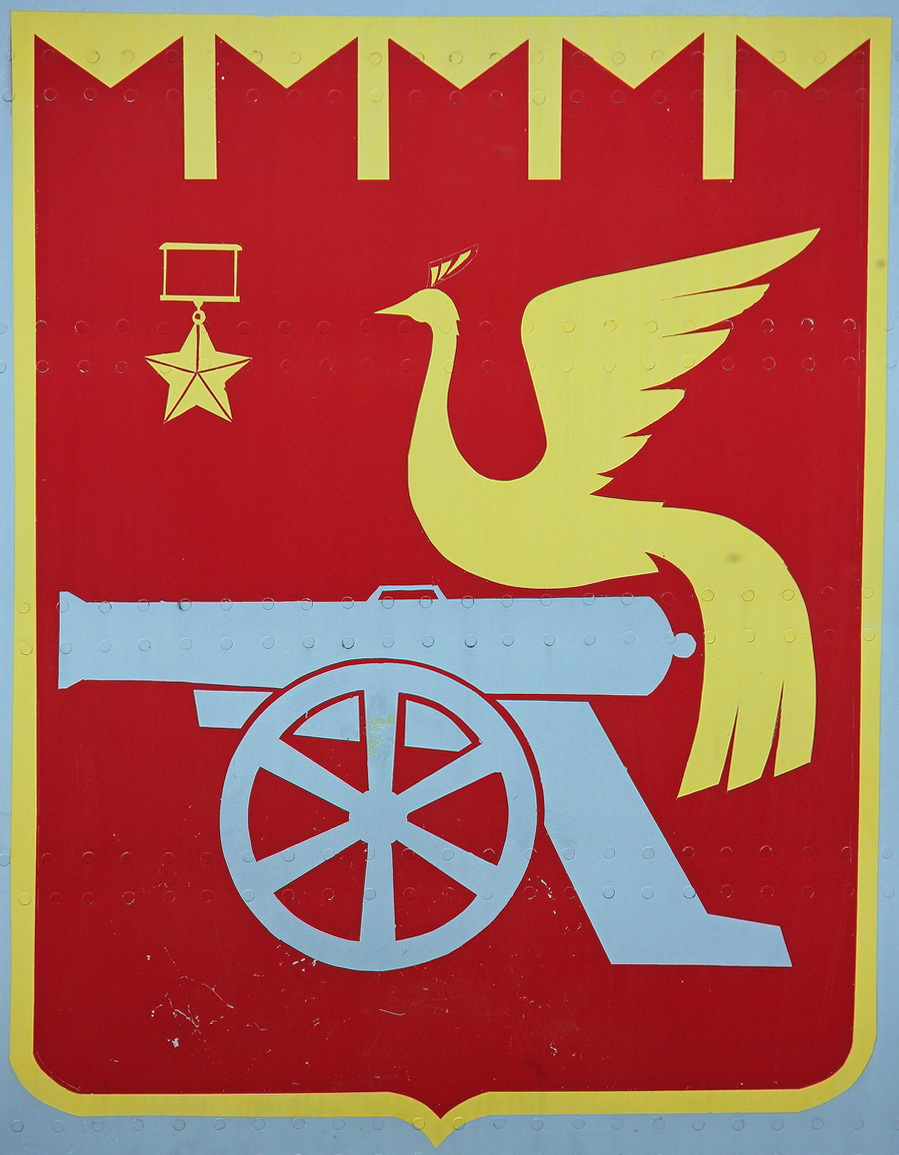
Герб Смоленска на борту военно-транспортного самолёта Ил-76 ВВС России, носящего с 2000 года имя «Город-герой Смоленск»

### Утверждение действующего герба
В постсоветской России встал вопрос о возрождении городских гербов. Согласно Решению Смоленского городского Совета от 27 апреля 2001 года «О гербе города-героя Смоленска», поскольку в соответствии с рекомендациями Государственной герольдии при Президенте Российской Федерации, городские гербы, утверждённые до 1917 года, остаются в силе, городской Совет Смоленска не восстанавливал старый герб, а обращался к историческому гербу с учётом правил геральдики и новых заслуг Смоленска перед Россией. Составлением герба занимался автор монографии «Герб Смоленска» 1993 года Г. В. Ражнёв.
Согласно пояснительной записке к гербу, Смоленск, в соответствие с указом об оформлении городских гербов от 1857 года, как город-крепость, защитники которой проявили героизм в боях, имел право поместить у гербового щита два красных знамени, украшенных вензелями тех, в годы правления которых отличилась крепость. В 1609—1611 годах обороной Смоленска руководил Михаил Шеин, а в 1812 году Россией правил Александр I. Оба вензеля помещены внутри цепи ордена Святого Андрея Первозванного. Как почётное исключение для бывшей столицы Великого княжества и города, где правил сам Владимир Мономах, щит герба увенчан шапкой Мономаха. Гербовый щит помещён на фоне золотой пятиконечной звезды как исключительное и почётное право для города-героя, а под щитом, в соответствии с правилами российской геральдики, расположены награды города в виде ленты ордена Отечественной войны I степени и ленты ордена Ленина.
Новым, авторским элементом в гербе города является девиз, традиционно считающийся в геральдике знаком почёта, высокого положения гербовладельца, торжественности и, по словам Ю. В. Арсеньева, «придаточным знаком роскоши». Текст девиза — цитата из обращения М. И. Кутузова к жителям Смоленска в 1812 году; по другому источнику, слово «восславлен» взято у А. С. Пушкина «как более благозвучное, чем „прославлен“». При выборе девиза Г. В. Ражнёв, по его словам, стремился к тому, чтобы он отвечал следующим требованиям: 

Быть предельно кратким, но выразительным, ёмким и многозначным по содержанию, усиливающим символику герба, придавая ему ещё большее величие, пафос и поэтичность. Именно этим требованиям и отвечают возвышенно-поэтические слова девиза: «ВОССЛАВЛЕН КРЕПОСТЬЮ». Девиз и с изобразительной точки зрения совершенен, так как два его слова по числу букв абсолютно симметричны, имея по девять букв, что придаёт гербу дополнительную декоративность. С одной стороны, слово «крепость» напоминает о крепости морального духа смоленских воинов, которую они не раз демонстрировали в сражениях (войско Меркурия Смоленского, смоленские полки в Грюнвальдском сражении, Полтавской битве, альпийском походе Суворова, в 1812 году и других сражениях). С другой стороны, Смоленск с древнейших времен прославился как город-крепость. Построенная всей Россией Смоленская крепостная стена стала неофициальным символом Смоленска, неофициальной его святыней, предметом гордости всех смолян.— Решение Смоленского городского Совета от 27.04.2001 № 111 «О гербе города-героя Смоленска»
Вензель «Ш», обозначающий Михаила Шеина, изображённый на одном из двух знамён на первоначальном рисунке герба, подготовленном Г. В. Ражнёвым, и упоминаемый, вероятно ошибочно, в пояснительной записке к гербу 2001 года, в дальнейшем был заменён на второй вензель Александра I. Так на рисунке в решении 2001 года, в официальном описании 2001 года, в свидетельстве о внесении герба в Матрикул Русской геральдической коллегии, на гербе, поданном на экспертизу в Геральдический совет при Президенте Российской Федерации. Вероятно, вензель Шеина был заменён, так как на данных знамёнах должны были размещаться только вензели императоров:XXVII, при этом в 1610—1612 годах на Руси вовсе не было царя.
Встречается и критическое отношение к современному большому гербу Смоленска, например, Е. В. Пчелов отмечает, что сочетание монархических символов (исторический герб, шапка Мономаха, знамёна с вензелями Александра I) и символов советских (Золотая Звезда Города-Героя, ленты советских орденов), хотя и довольно обычное для современной российской геральдики, создаёт «жуткого „кентавра“».

## На других символах
До определённого времени в русской геральдике городские гербы фактически не разделялись с гербами территориальных единиц с центром в данном городе. Так символ Смоленска являлся одновременно символом титульного Смоленского княжества, а с 1780 года — и Смоленского наместничества (Смоленской губернии). Отдельный герб для Смоленской губернии был принят в 1856 году.
10 (21) октября 1780 года были приняты гербы городов Смоленского наместничества. Согласно правилам того времени, смоленский герб помещался в их верхнюю часть, а в нижней части размещался индивидуальный элемент. Исключением были гербы древних городов Вязьмы и Дорогобужа.
В 1857 году указом императора Александра II была утверждена оригинальная система украшений городских гербов, разработанная начальником Гербового отделения Департамента герольдии Б. В. Кёне. Согласно этой схеме были разработаны новые гербы для городов Смоленской губернии. Герб губернии теперь должен был не занимать всю верхнюю часть щита, а помещаться в его вольной части. Все города получили однотипные украшения для гербов: серебряную башенную корону о трёх зубцах как символ уездного города и два золотых колоса как символ преобладания в губернии сельского хозяйства, соединённых Александровской (красной муаровой) лентой, напоминавшей об ордене Святого Александра Невского, которым отмечались заслуги и за гражданскую службу Отечеству. Рисунки гербов были утверждены 30 января 1859 года, но по разным причинам так и не были опубликованы в своё время или разосланы на места, оставшись неизвестными. Они хранятся в фондах Российского государственного исторического архива.
До падения российской монархии продолжалось использование смоленской эмблемы как титульного герба княжества Смоленского, прежде всего на большом (полном) гербе Российской империи. В проекте «Полного герба Всероссийской империи» Павла I 1800 года дано следующее описание: «Сей герб содержит в серебряном поле чёрную на зелёном грунте стоящую пушку, лежащую на лафете, на которой стоит Райская Птица». Официально титульные гербы были утверждены императором Александром II 11 (23) апреля 1857 года; описание смоленского герба: «В серебряном поле чёрная пушка; лафет и колёса в золотой оправе; на запале райская птица».

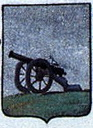
Титульный герб княжества Смоленского из проекта «Полного герба Всероссийской империи» 1800 года
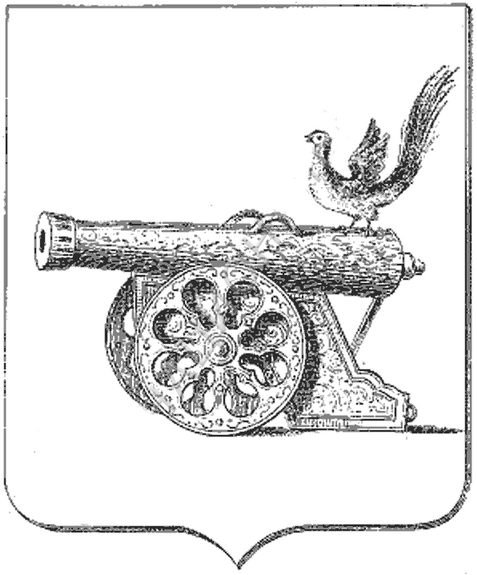
Титульный герб княжества Смоленского, утверждённый в 1857 году
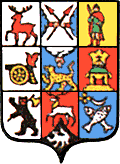
Среди гербов «княжеств и областей великороссийских» на Большом гербе Российской империи[79]. Современная реконструкция Р. И. Маланичева
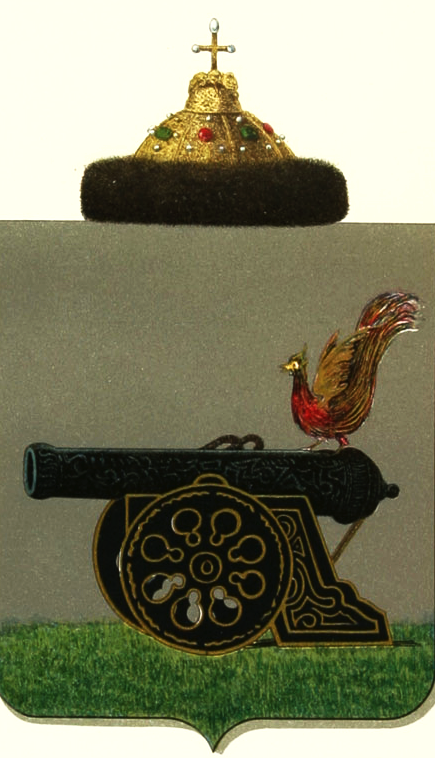
Титульный герб княжества Смоленского из книги «Гербовник Всероссийского дворянства» 1906 года

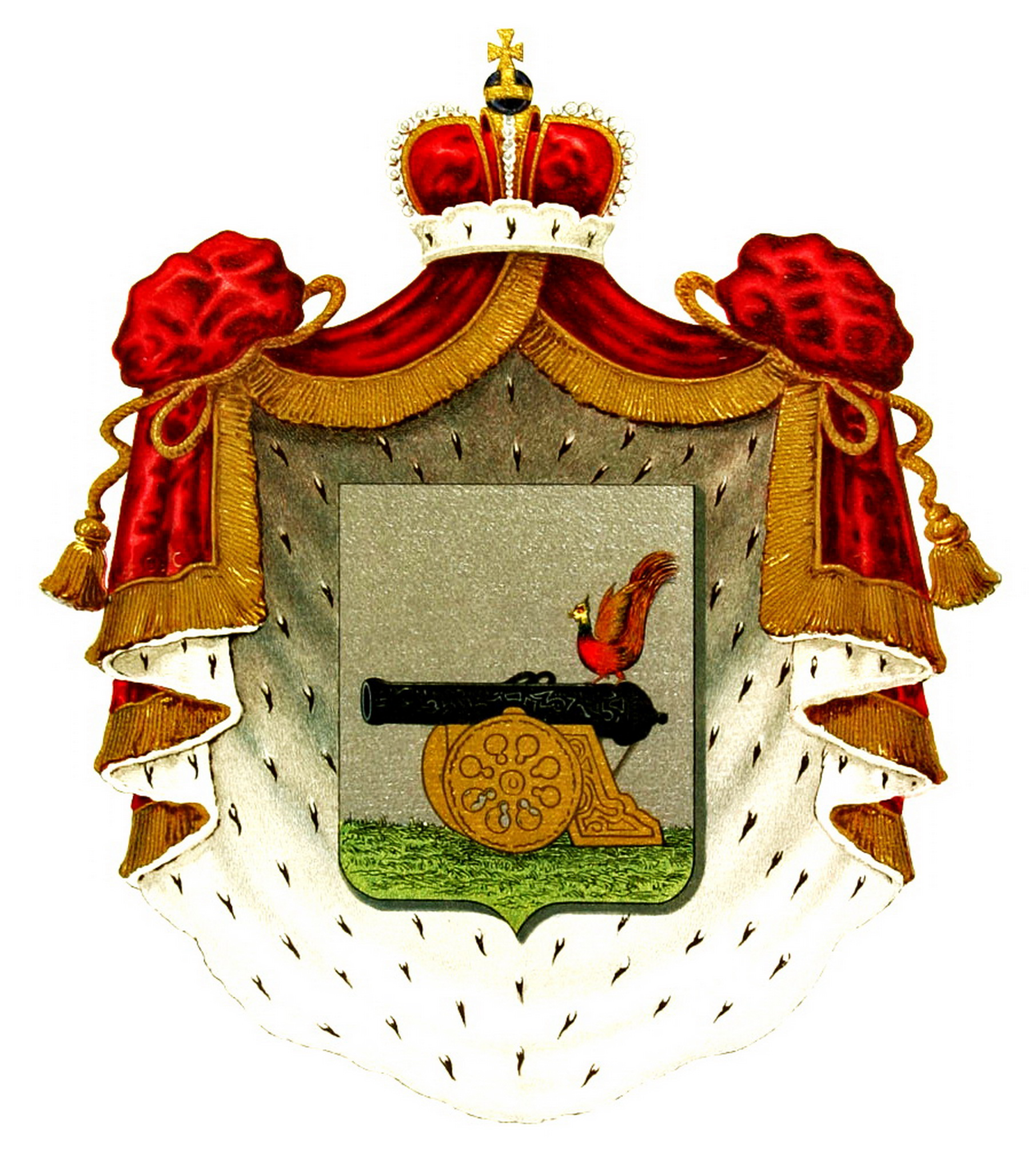
Герб Вяземских, Карповых-Долматовых, Кропоткиных, Ржевских из «Гербовника Всероссийского дворянства»[4]:377—378
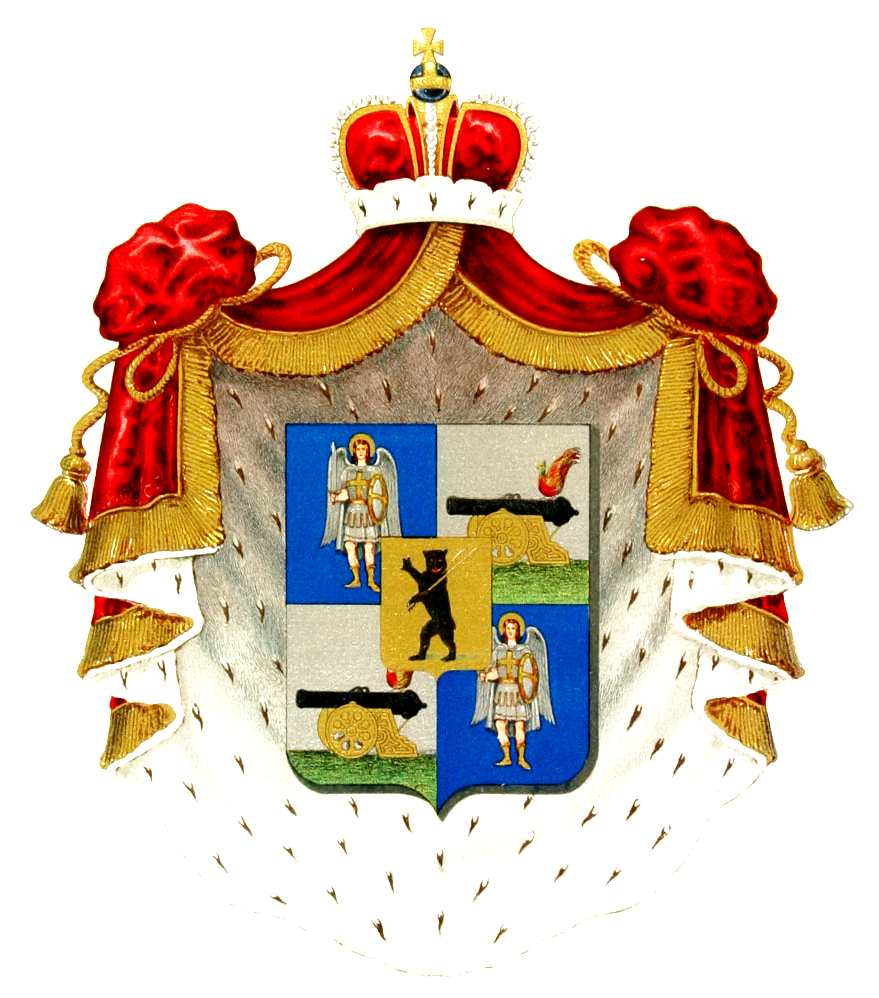
Герб Засекиных, Львовых, Сонцовых, Сонцовых-Засекиных, Шаховских, Щетининых из «Гербовника Всероссийского дворянства»[4]:378
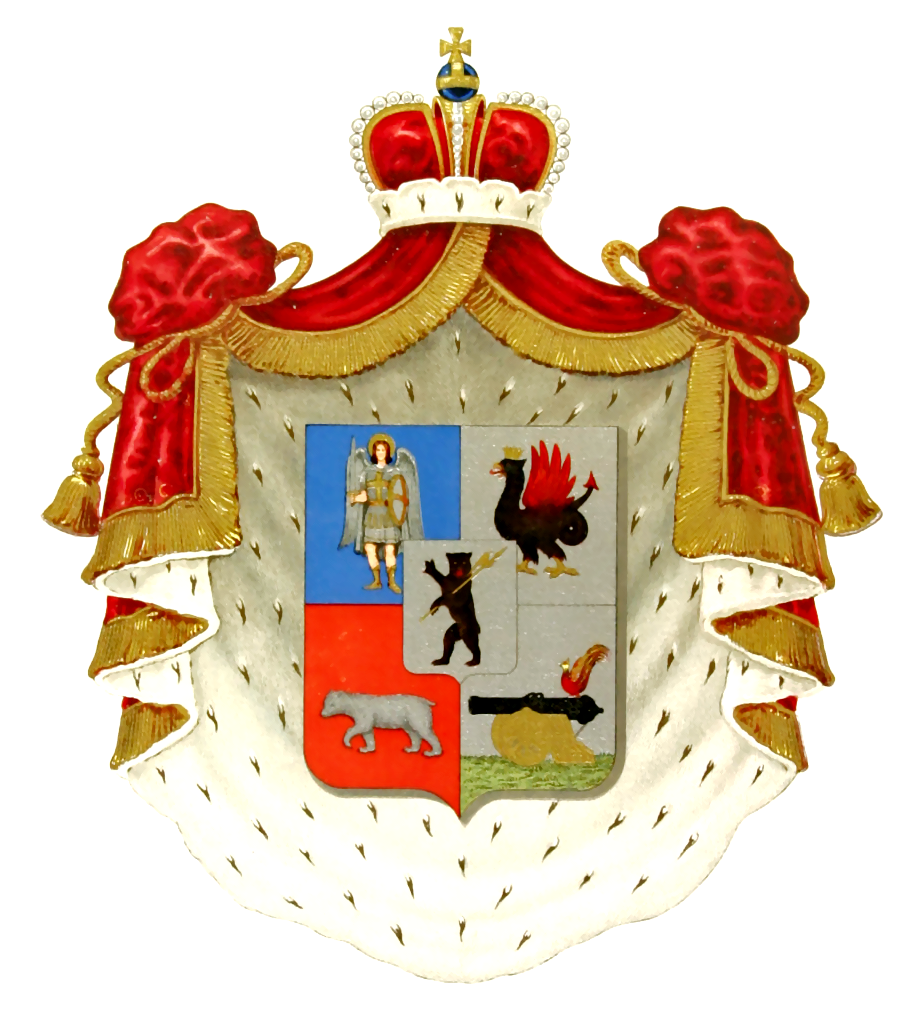
Герб Прозоровских из «Гербовника Всероссийского дворянства»[4]:378
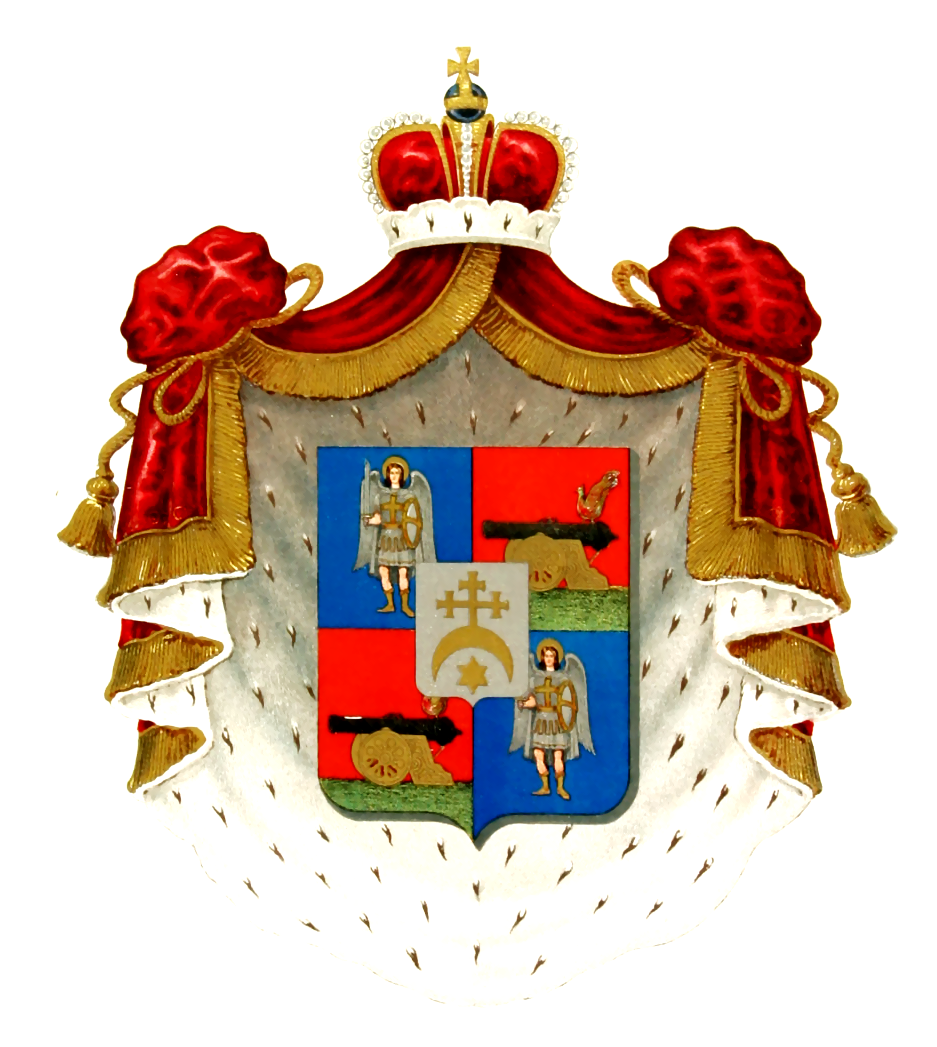
Герб Дашковых из «Гербовника Всероссийского дворянства»[4]:378—379
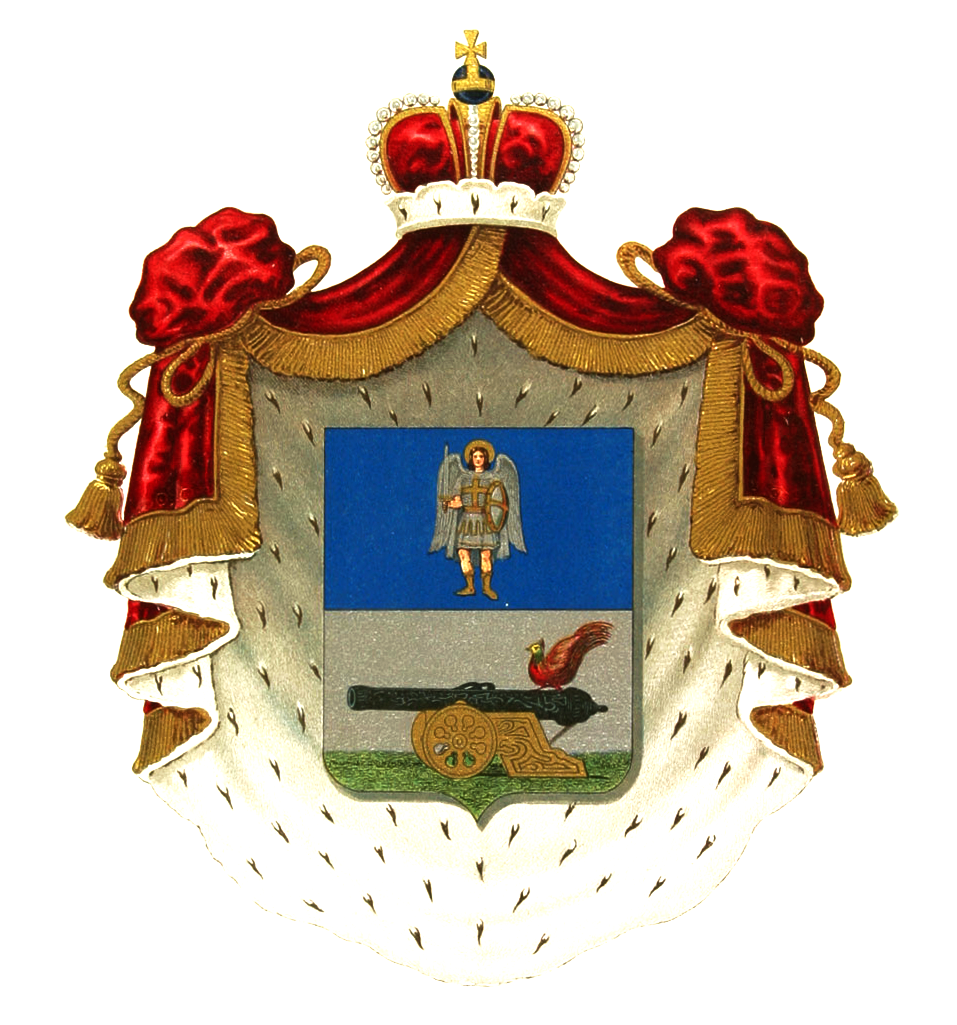
Герб Всеволожских из «Гербовника Всероссийского дворянства»[4]:379
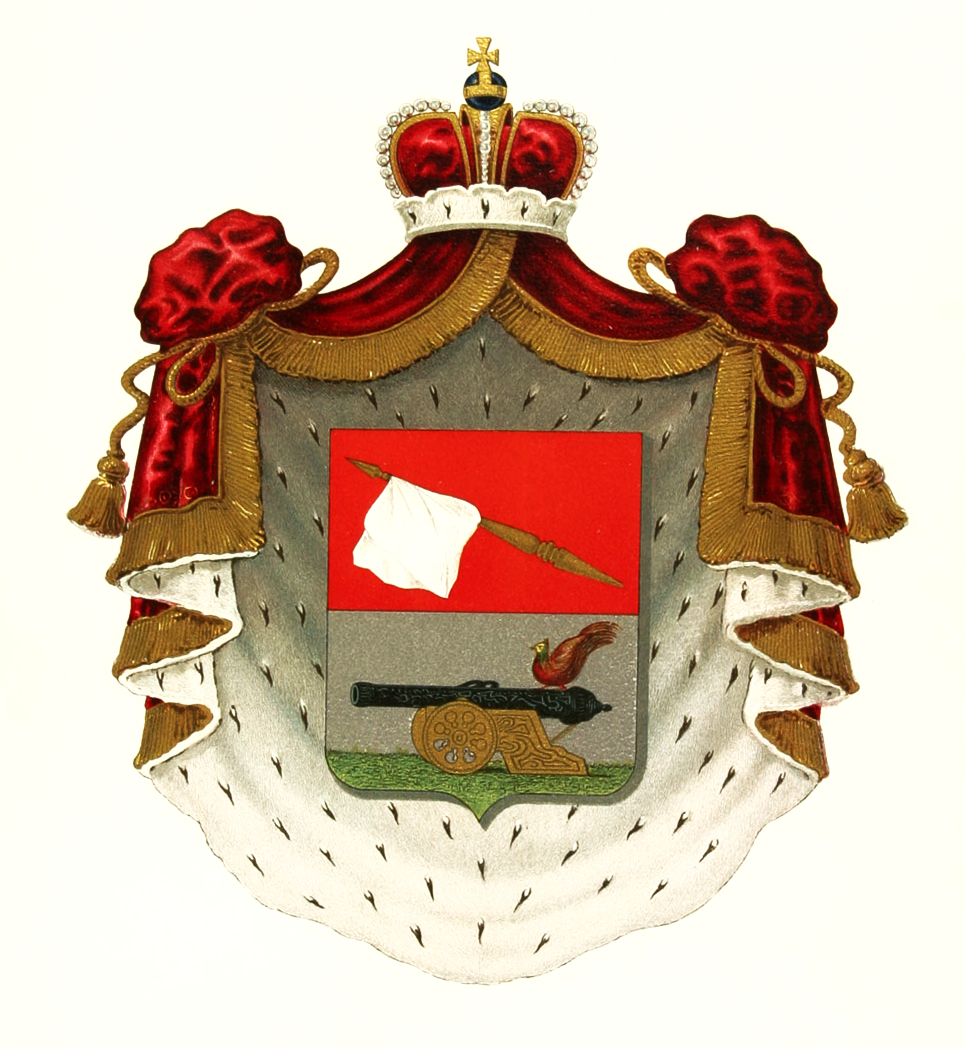
Герб Татищевых из «Гербовника Всероссийского дворянства»[4]:379
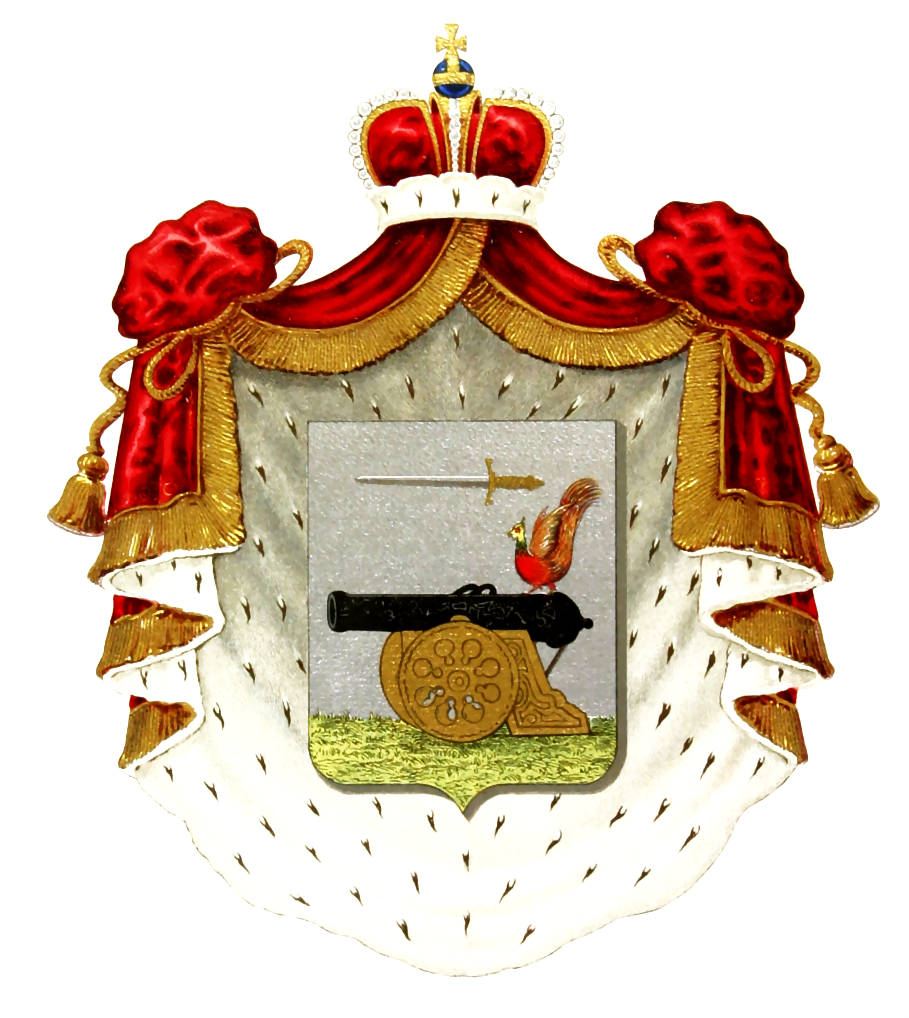
Герб Еропкиных из «Гербовника Всероссийского дворянства»[4]:379
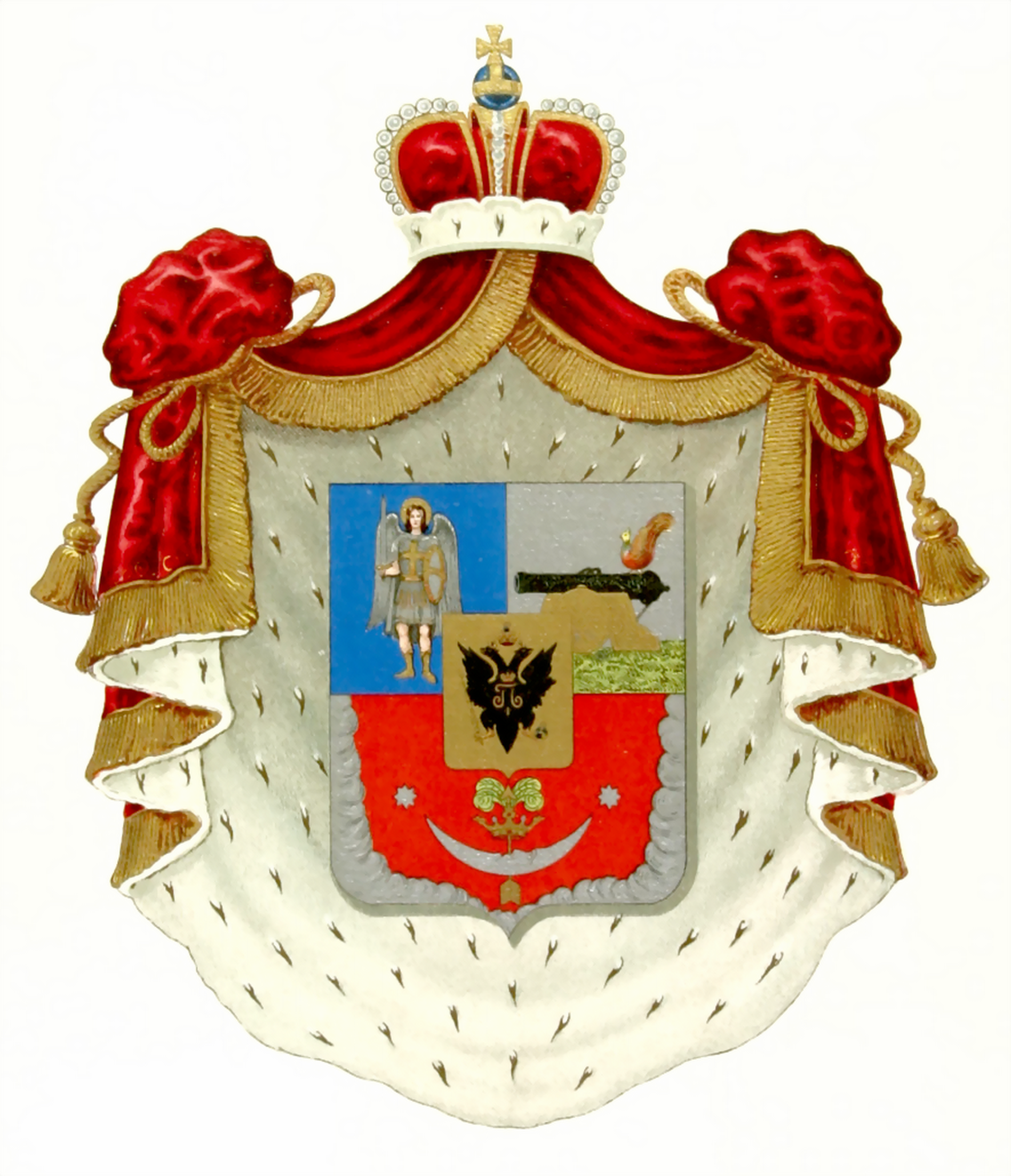
Герб Дмитриевых-Мамоновых из «Гербовника Всероссийского дворянства»[4]:379
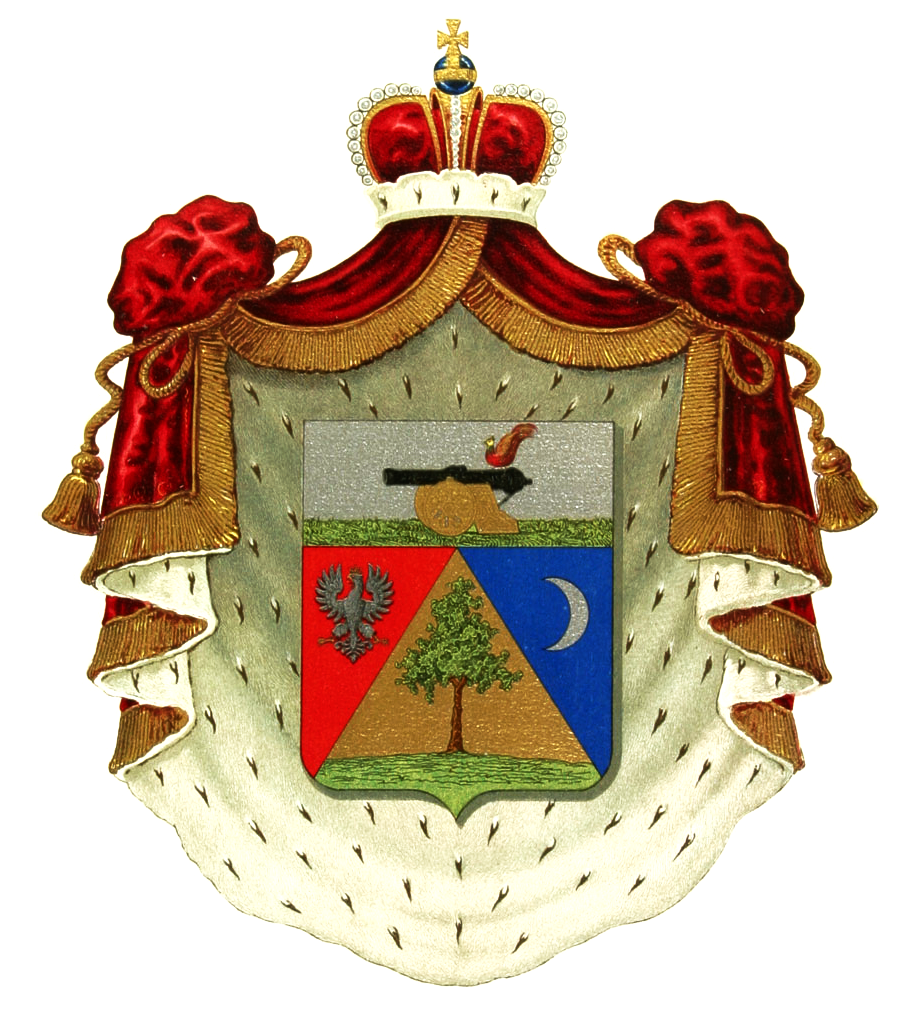
Герб Дмитриевых из «Гербовника Всероссийского дворянства»
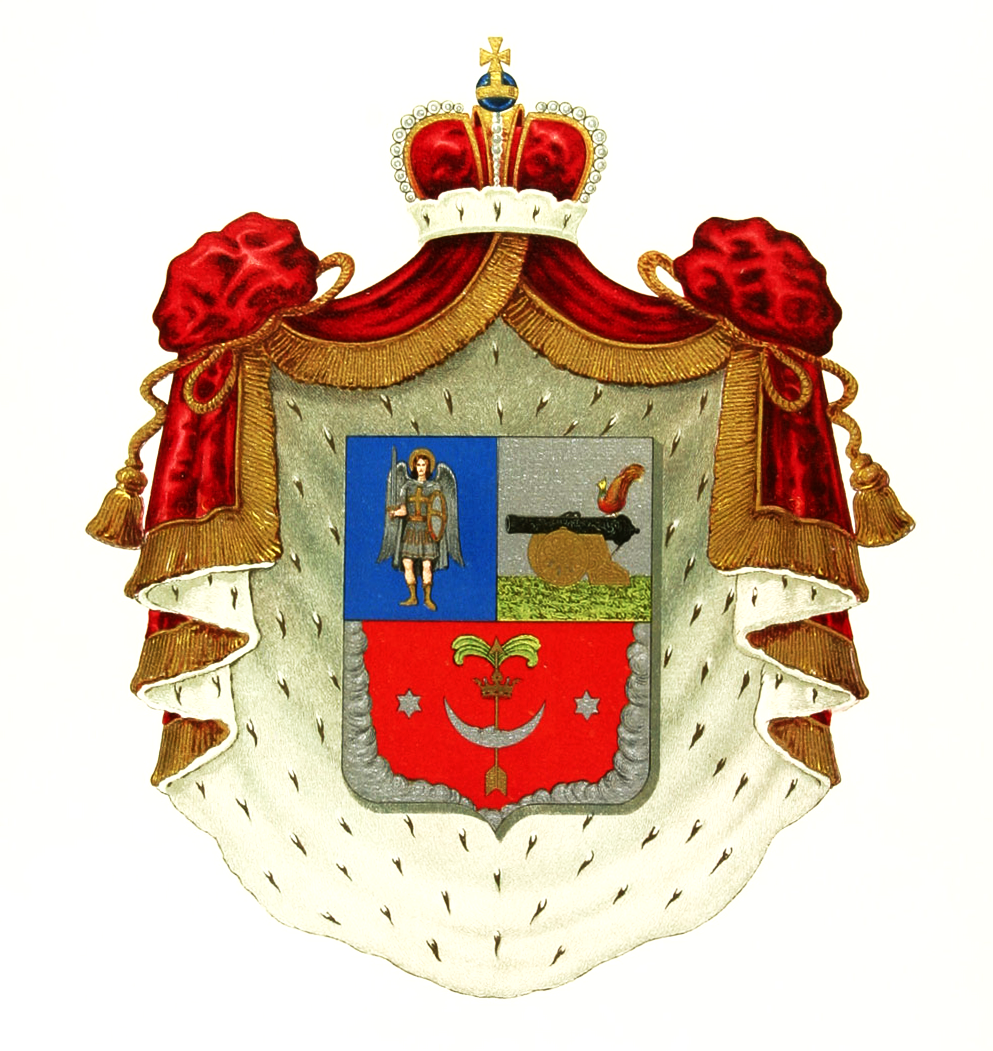
Герб Дмитриевых-Мамоновых из «Гербовника Всероссийского дворянства»[4]:380
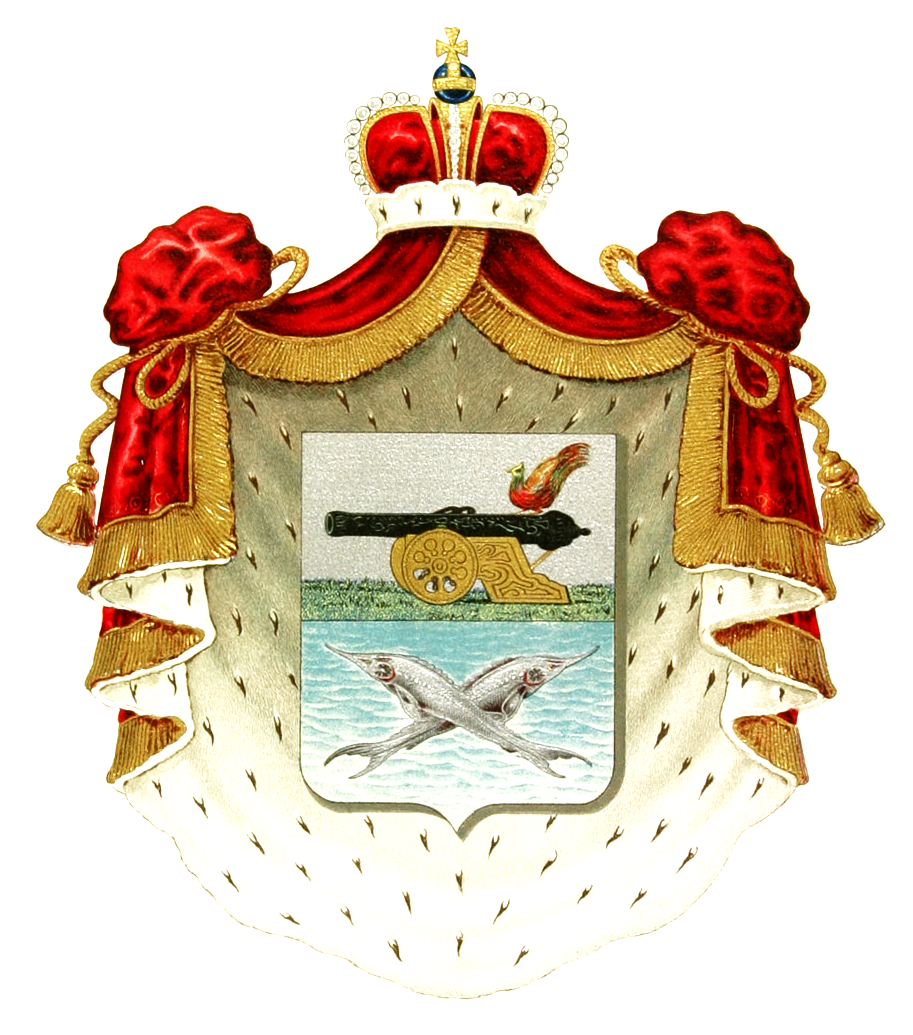
Герб Аладьиных из «Гербовника Всероссийского дворянства»[4]:380
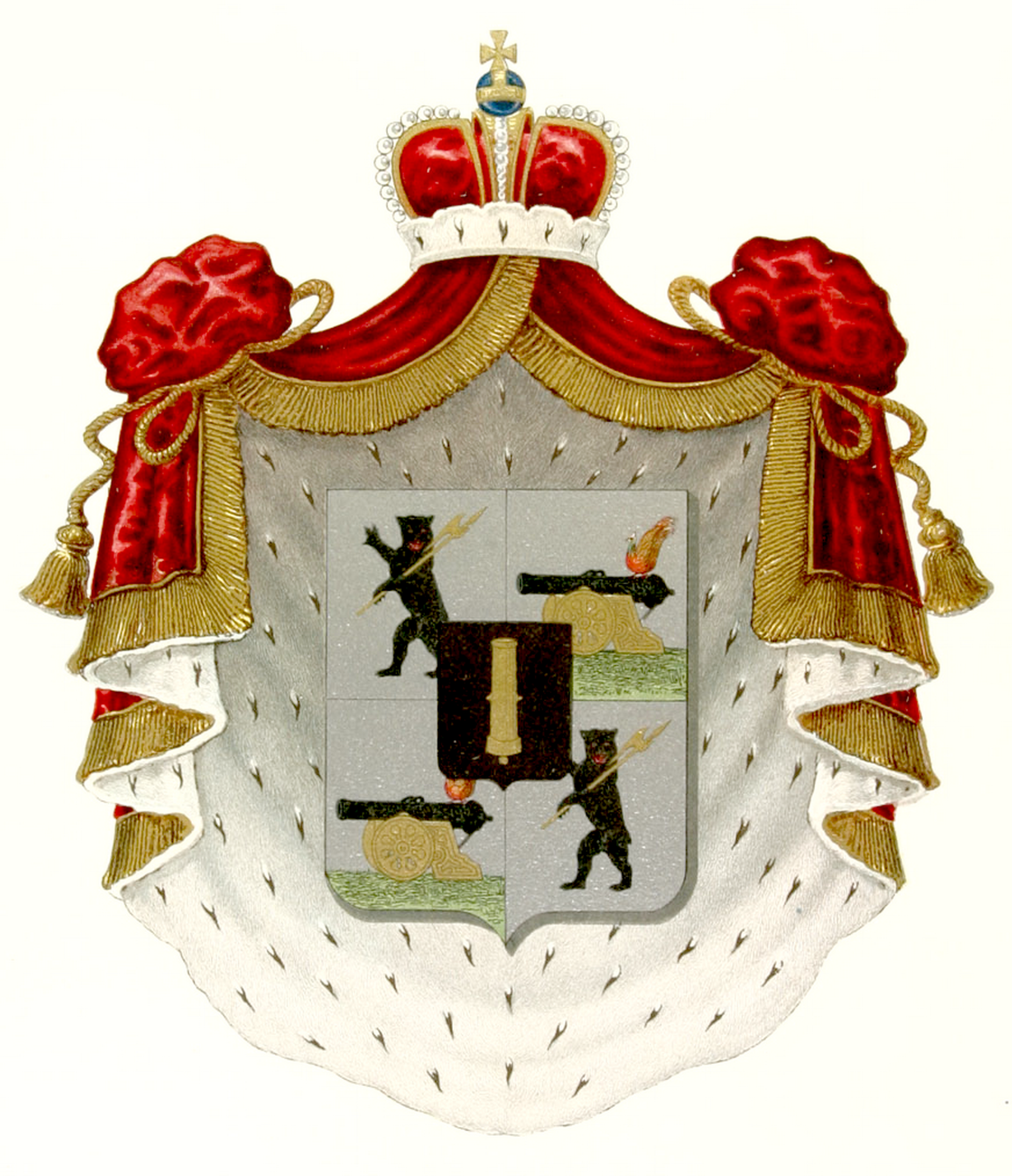
Герб Дуловых из «Гербовника Всероссийского дворянства»
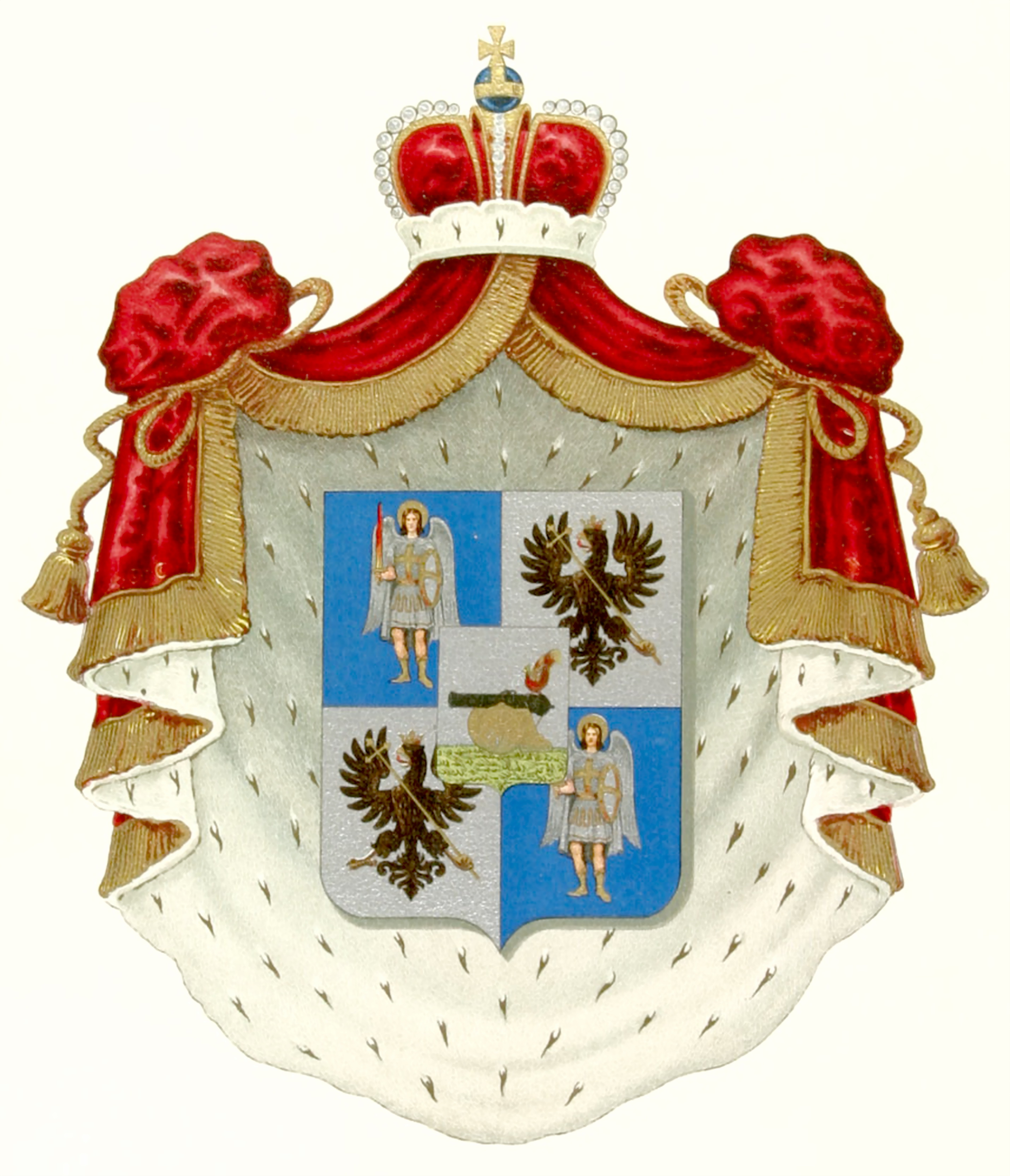
Герб Козловских из «Гербовника Всероссийского дворянства»
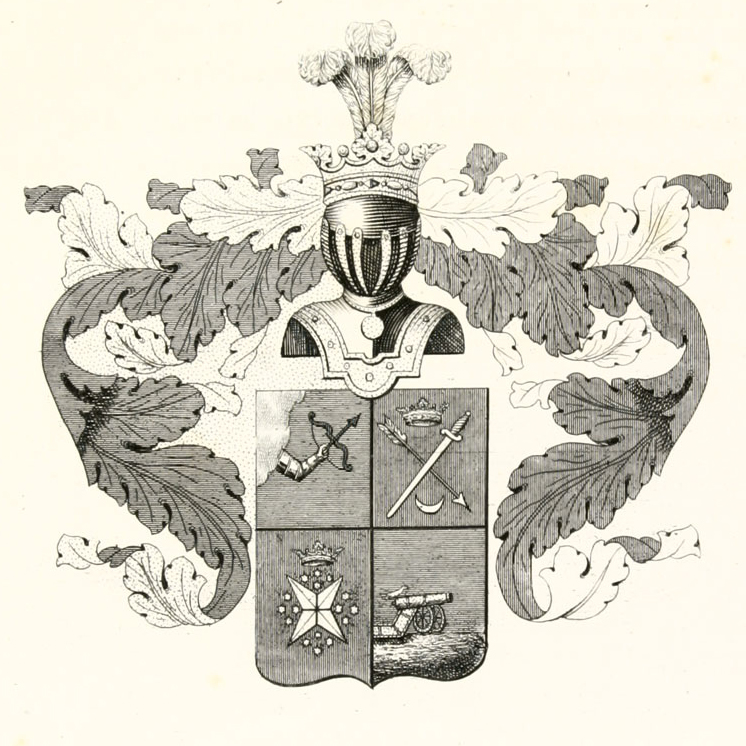
Герб Коробковых из «Общего гербовника дворянских родов Российской империи» (1807)[4]:544[83]:VIII:121
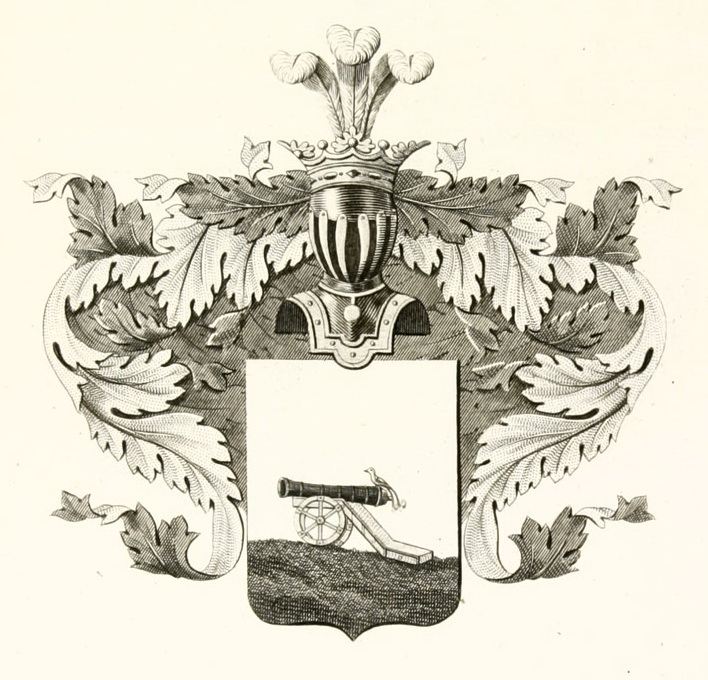
Герб Карповых из «Общего гербовника» (1816)[4]:543[83]:IX:48
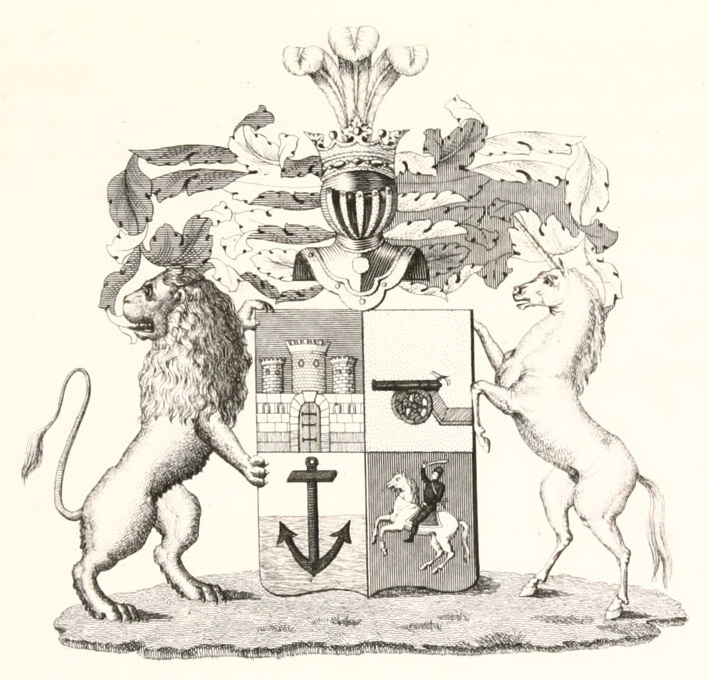
Герб Купреяновых из «Общего гербовника» (1836)[4]:543—544[83]:X:33
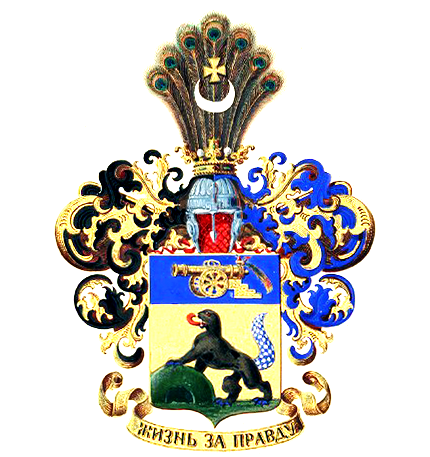
Герб Георгия Бобрикова из «Общего гербовника» (1904)[83]:XVII:89
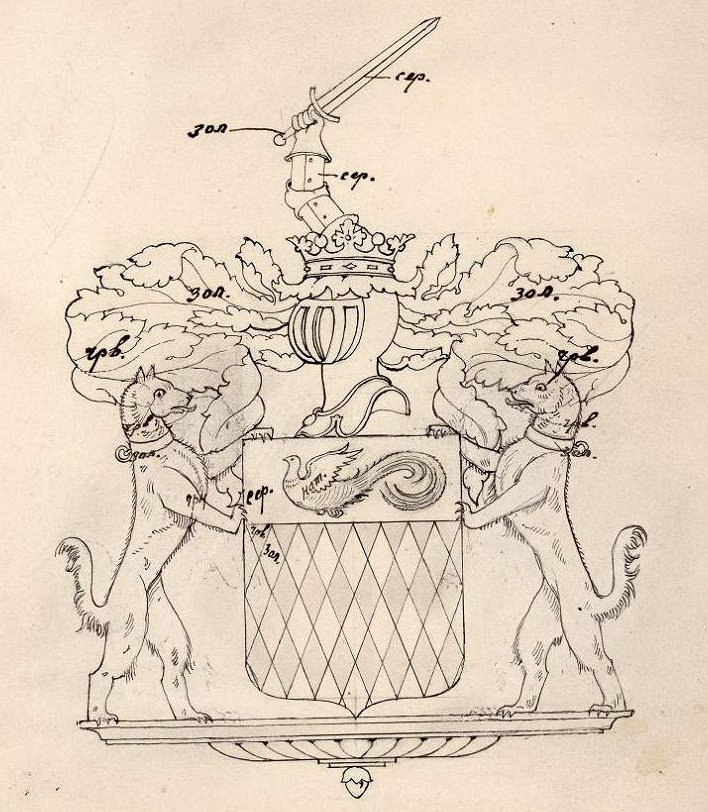
Проект герба Радковичей из «Общего гербовника» (1917)[83]:XXI:9

Герб княжества Смоленского изображался также на гербах дворянских родов, которые произошли от смоленского князя Ростислава Мстиславича. Это Аладьины, Всеволожские, Вяземские, Дашковы, Дмитриевы, Дмитриевы-Мамоновы, Дуловы, Еропкины, Засекины, Карповы-Долматовы, Козловские, Кропоткины, Львовы, Прозоровские, Ржевские, Сонцовы, Сонцовы-Засекины, Татищевы, Шаховские, Шехонские, Щетинины и другие:377. Также смоленская эмблема помещена на гербы выезжих дворян: Бобриковых, Карповых, Коробковых, Купреяновых:543—544 и Радковичей. Изображения на некоторых гербах довольно оригинальны, например, на гербе дворян Радковичей 1917 года, где райская птица «ярко-голубого цвета с длинными лирообразными перьями»; и на экслибрисе И. А. Всеволожского работы художника А. Е. фон Фёлькерзама.
На основе герба Смоленска созданы гербы современных административных единиц с центром в этом городе. 10 декабря 1998 года был принят герб Смоленской области: «В серебряном поле на чёрной пушке с золотым лафетом — золотая птица Гамаюн с крыльями и хвостом, украшенными червленью и зеленью». Вместе с ним был принят и областной флаг, на котором областной герб помещён наверху у древка. Фигуры областного герба в соответствии с областным законом от 30 октября 2003 года «О гербе и флаге Смоленской области» могут включаться в гербы муниципальных образований Смоленской области, располагаясь в их вольной части. 3 июля 2012 года утверждены герб и флаг Смоленского района Смоленской области. На гербе «в серебряном щите с составной зелёной и горностаевой каймой, на зелёной земле — чёрная пушка с золотым лафетом, на которой — золотая птица Гамаюн». Кайма, «символ связи родственных субъектов», в данном случае «символизирует не только тесные связи двух муниципальных образований, но и их общую историю».

Герб Смоленской области (с 1998 года)
Флаг Смоленской области (с 1998 года)
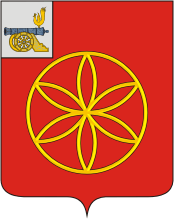
Герб Руднянского района (с 2000 года) как пример герба Смоленской области в вольной части герба муниципального образования
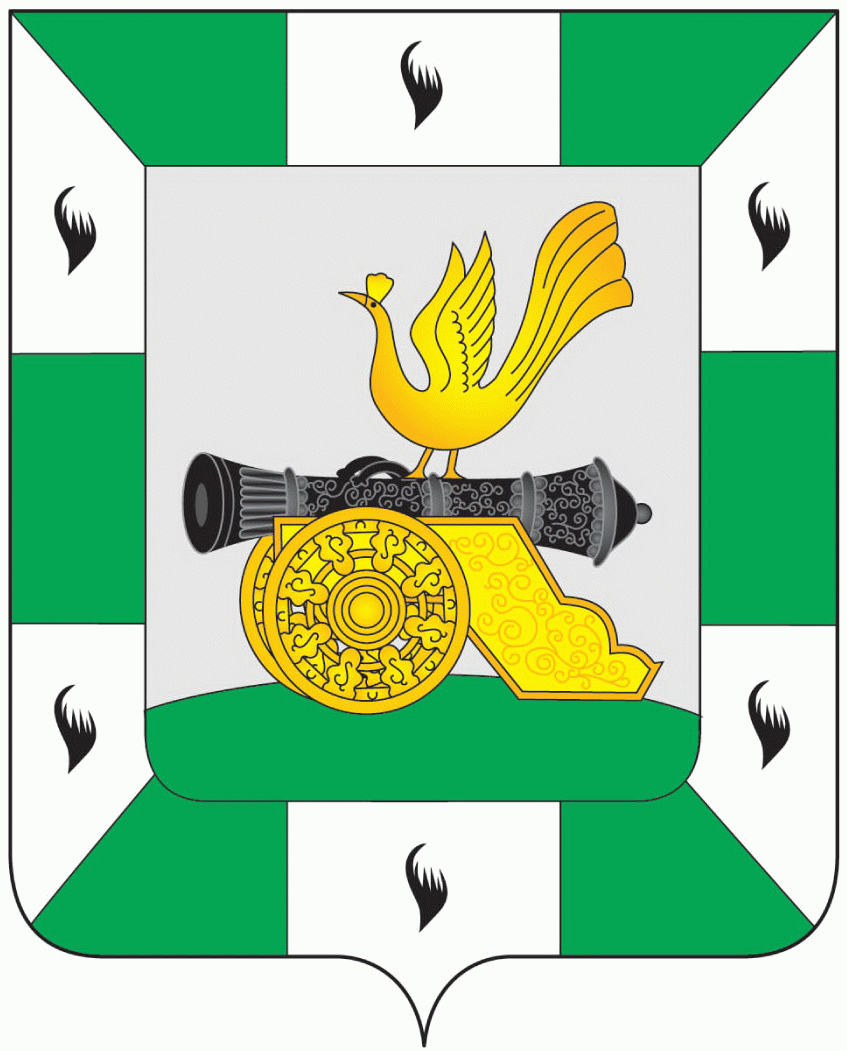
Герб Смоленского района (с 2012 года)
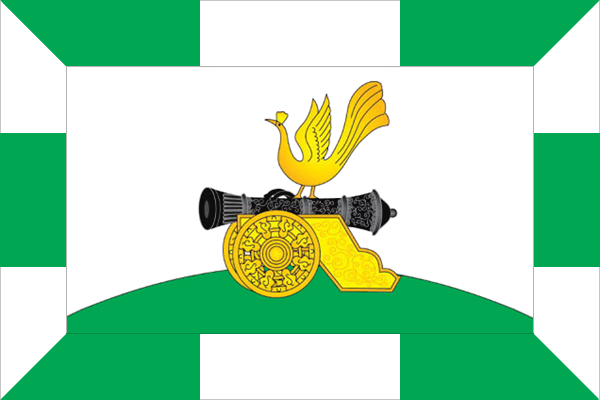
Флаг Смоленского района (с 2012 года)
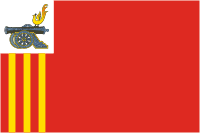
Флаг Смоленска (с 2001 года)

Второй символ города Смоленска, его флаг, был принят 31 мая 2001 года — пушка с птицей Гамаюн в нём помещена в серебряный (белый) крыж.
10 (21) октября 1780 года наряду с другими гербами Смоленского наместничества был утверждён герб Вязьмы, о котором говорилось, что «ему принадлежит герб Смоленска, яко уделу старшему, колена сих князей, то есть: в серебряном поле, пушка чёрная на лафете золотом и на пушке райская птица, с различием от смоленского герба положением на верху голубого титла», которое в геральдике является «знаком младшего» Данное изображение является и современным гербом Вязьмы и присутствует на его флаге, они утверждены 20 мая 2008 года.

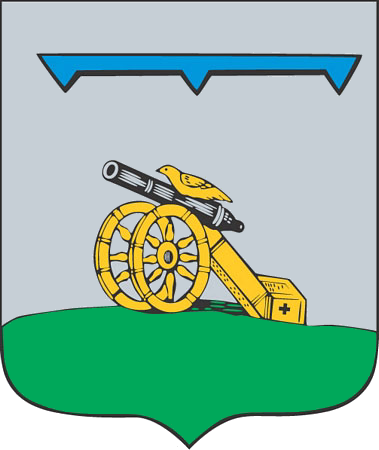
Герб Вязьмы 1780 года
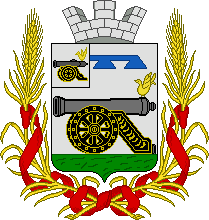
Реконструкция проекта герба Вязьмы 1859 года
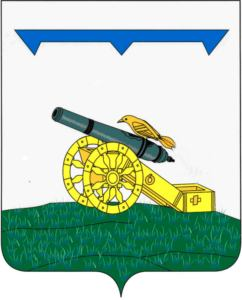
Герб Вязьмы с 2008 года
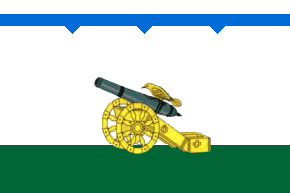
Флаг Вязьмы с 2008 года
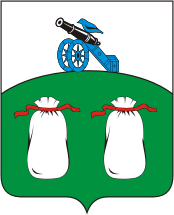
Герб Бельского района Тверской области (с 2002 года)
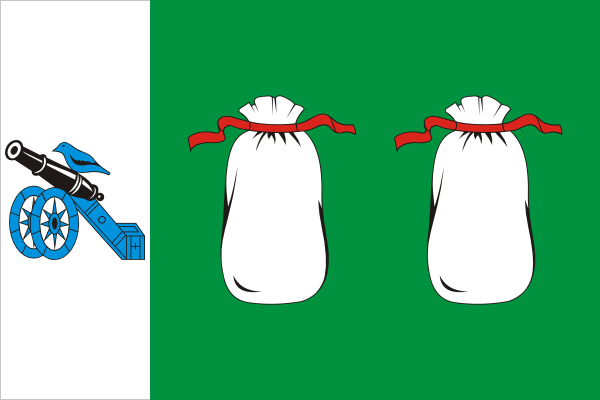
Флаг Бельского района (с 2001 года)

Хотя города Белый и Юхнов, некогда входившие в Смоленскую губернию, вместе с окружающими территориями перешли в соседние регионы, на современных гербах их районов сохранена смоленская символика. Но на гербе Бельского района, принятом 23 июня 2002 года, она теперь неразрывно соединена с индивидуальным элементом, а в описании герба Юхновского района, принятого 10 июня 1997 года, птица Гамаюн заменена на птицу Феникс. На большинстве современных символов птица Гамаюн изображается с ногами, но на гербах Вязьмы и Белого сохранилось её традиционное изображение без ног.
Смоленская символика вне Смоленской области также присутствует на символах территорий, чья история связана с выходцами со Смоленщины:

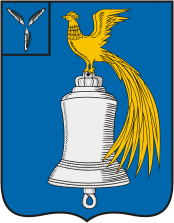
Герб Татищевского района Саратовской области (с 1999 года)
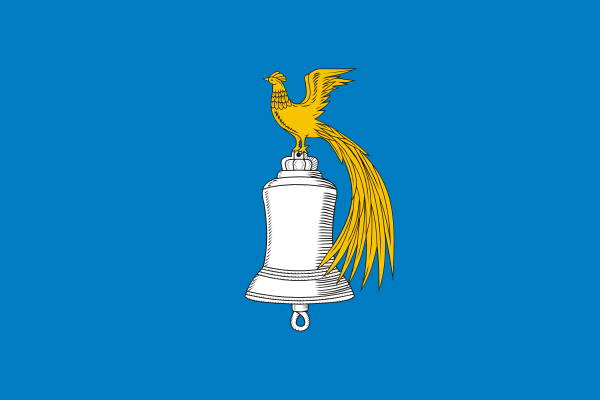
Флаг Татищевского района (с 2006 года)
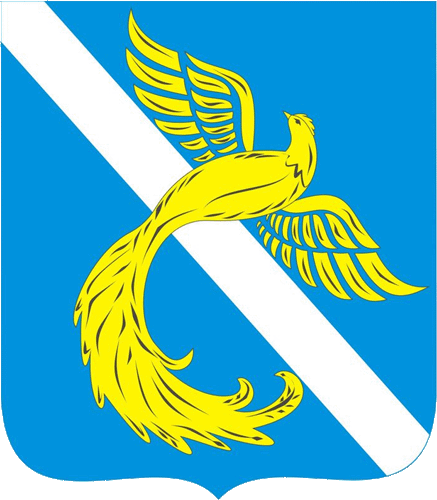
Герб Татищево (с 2014 года)
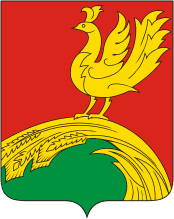
Герб Тербунского района Липецкой области (с 2004 года)
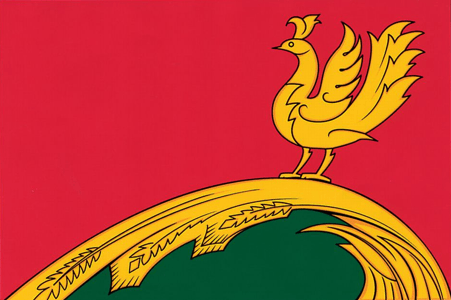
Флаг Тербунского района (с 2004 года)
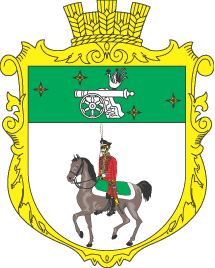
Герб Гусарковского сельского совета[укр.] Бильмакского района Запорожской области (с 2005 года)
Герб Романовского сельского поселения Всеволожского района Ленинградской области (с 2007 года)[97]
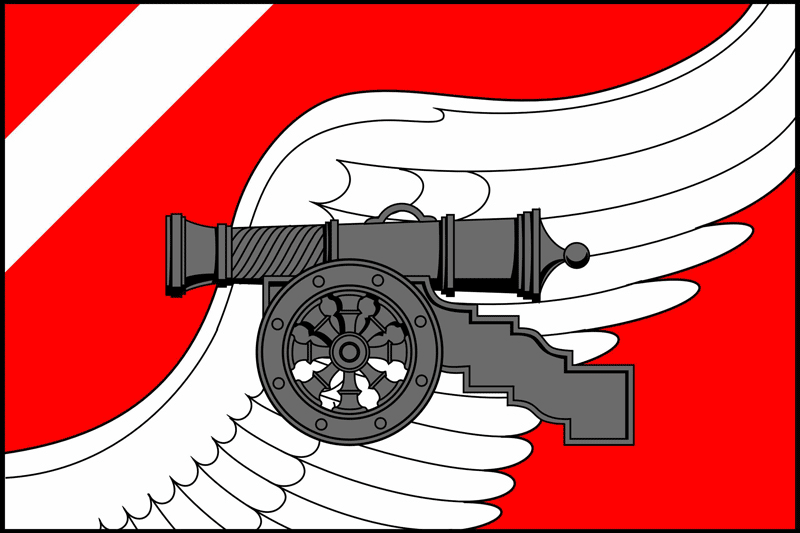
Флаг Романовского сельского поселения (с 2007 года)
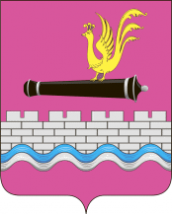
Герб Смоленского сельского поселения Северского района Краснодарского края (с 2011 года)
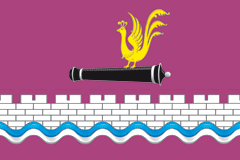
Флаг Смоленского сельского поселения (с 2011 года)

В вышедшей в 1915 году книге «Русская геральдика. Руководство к составлению и описанию гербов» В. К. Лукомского и Н. А. Типольта райская птица перечислена в числе легендарных, или фантастических гербовых фигур и приведено её стилистическое изображение работы И. Я. Билибина. Кроме того, Типольт в издании предлагает использовать в качестве гербовых фигуры двух других мифических птиц русской культуры — алконоста и сирина. В современной России появилось несколько гербов с райскими птицами и гамаюнами, независимых от герба Смоленска. Птицы гамаюн изображены на них с женской головой, что является следствием влияния картины В. М. Васнецова «Гамаюн, птица вещая» 1897 года.

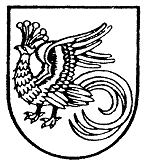
Геральдическая райская птица работы И. Я. Билибина. 1915 год[101]:таб. XIII
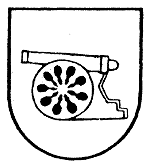
Геральдическая пушка работы учеников И. Я. Билибина. 1915 год[101]:таб. XII

Герб Гатчинского района Ленинградской области (с 2003 года)[102]
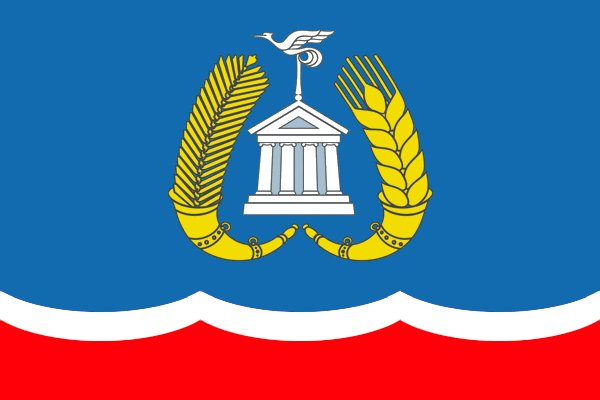
Флаг Гатчинского района (с 2003 года)
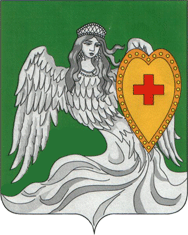
Герб городского поселения Зеленоградский Пушкинского района Московской области (с 2006 года)
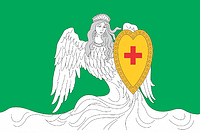
Флаг городского поселения Зеленоградский (с 2006 года)
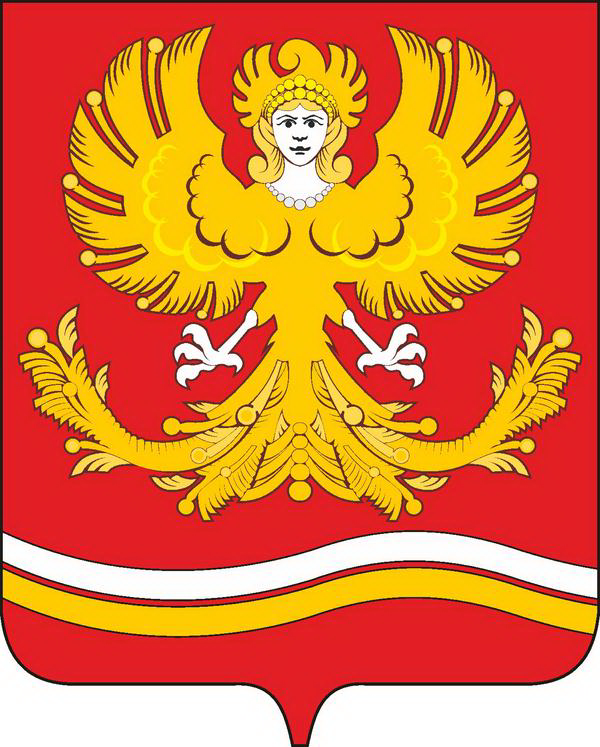
Герб Михайловского муниципального образования Нижнесергинского района Свердловской области (с 2005 года)
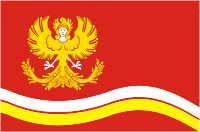
Флаг Михайловского муниципального образования (с 2005 года)